# Nissan
Pour les articles homonymes, voir Nissan (homonymie).
Nissan (日産) est un constructeur automobile japonais né sous le nom de Datsun. Son siège social est à Yokohama depuis 2010.
Il est lié au constructeur français Renault depuis 1999 à travers l'Alliance Renault-Nissan qui est au premier semestre 2017, le premier groupe automobile mondial (en nombre de voitures produites).

Logo de Nissan Motor Corporation depuis 2020.

Depuis 2012, le groupe Nissan détient 15 % du capital du groupe Renault. Inversement, le groupe Renault détient 43,4 % du capital du groupe Nissan.
En avril 2018, Nissan était le plus grand fabricant de véhicules électriques (VE) au monde, avec des ventes mondiales de plus de 320 000 véhicules entièrement électriques.

## Histoire
Le 1er juillet 1911, l'entreprise Kaishinsha Motorcar Co. est créée à Tokyo par trois investisseurs, Kenjiro Den, Rokuro Aoyama et Meitaro Takeuchi, et se lance dans la fabrication d'automobiles.
Trois ans plus tard, la première automobile sort des ateliers, la DAT (acronyme de Den Aoyama Takeuchi), qui possédait un moteur V-2 d'une puissance de dix chevaux et qui pouvait atteindre la vitesse maximale de 32 km/h.
En 1919, une autre entreprise, Jitsuyo Jidosha Seizo, basée à Osaka, lance la Lila, une petite voiture traditionnelle de 1,2 litre de cylindrée.
En 1926, les deux entreprises fusionnent et forment la DAT Jidosha Seizo Co. en reprenant les initiales des trois fondateurs de la Kaishinsha Motorcar Co. et s'installent à Osaka.
Leurs activités automobiles respectives ayant été des échecs, ils décident de se spécialiser dans la fabrication de camions. En 1930, ils décident de relancer une activité automobile avec la DAT 91.
En 1931, la société devient une filiale de Tobata Imono Co. et se lancent dans la production d'un dérivé de l'Austin Seven anglaise. Les nouvelles voitures sont produites sous la marque Datson (littéralement « fils de DAT »).
En 1932, ils construisent une nouvelle usine à Yokohama, y déménagent et rebaptisent encore une fois leurs produits Datsun en référence à la traduction en anglais de soleil, symbole du Japon et parce que Son a une prononciation désavantageuse en japonais.
En décembre 1933, Tobata Imono Co. et une autre entreprise japonaise, Nihon Sangyo Co. (littéralement « industrie du Japon », en abrégé « Ni-San ») créent une filiale commune, la Jidosha-Seizo Ltd, pour fabriquer les Datsun.
Nihon Sangyo Co. reprend la totalité de l'entreprise en 1934 et la rebaptise Nissan Motor Co.
La marque Nissan est créée. La production automobile prend alors son essor et le constructeur développe toute une gamme, avec des conduites intérieures, des coupés, des roadsters.
En novembre 1937, le siège social de Nissan fut transféré à Hsinking, la capitale du Mandchoukouo. En décembre, la société a changé de nom pour celui de « corporation du développement des industries lourdes de Mandchourie » (Manshū Jukōgyō Kaihatsu Yoko) sous l'égide de la Compagnie du développement industriel de Mandchourie», une société anonyme partagé à 50 % par Nissan et à 50 % par le gouvernement du Mandchoukouo qui en supervise le plan central.
Pendant la Seconde Guerre mondiale, l'entreprise participe à l'effort de guerre japonais et se trouve démantelée en 1945.
En 1947, la production des Datsun peut reprendre, toujours avec des véhicules britanniques sous licence. Mais Datsun développe dans les années 1950 sa propre conception de véhicules.
En 1951, fort de son expérience dans la fabrication de véhicules militaires acquise durant la Seconde Guerre mondiale, Datsun lance le Patrol, un 4x4 doté d'un moteur six cylindres de 85 chevaux qui surclasse la Jeep Willys en termes de puissance et de capacité de charge.
En 1955, Datsun propose la limousine 110 ; en 1958, une Datsun 210 gagne au rallye d'Australie Mobilgas Round Australia Trial ; en 1959, la Datsun Bluebird est lancée au Japon, le succès est immédiat et ce modèle restera un modèle phare de la marque. En 1964, la President est lancée, une voiture de luxe. En 1966, Nissan rachète son compatriote Prince Motor Co. et acquiert ainsi un personnel hautement qualifié et la renommée des modèles Skyline et Gloria. En 1969, la société lance la 240Z, un modèle doté d'un six cylindres en ligne de 2,4 litres et de 150 ch, c'est-à-dire la puissance d'une Porsche pour moins de la moitié de son prix.
Le groupe s'internationalise. En 1958, il commence à exporter vers les États-Unis, puis en 1962 vers l'Europe. Datsun ouvre une usine à Taiwan en 1959 et une usine au Mexique en 1961. En 1973, la Nissan Sunny connaît un grand succès aux États-Unis grâce à sa faible consommation dans un contexte de flambée du cours du pétrole. Dans les années 1980, Nissan s'implante industriellement aux États-Unis. En 1984, Nissan construit à Sunderland en Angleterre, son usine de production et en 1988 son centre de recherche et de développement.
Les marques Nissan et Datsun ont longtemps cohabité, Nissan étant distribué au Japon et Datsun à l'international. En 1981, Nissan prend la décision d'abandonner complètement, et en particulier aux États-Unis, la marque Datsun, jugée trop anglo-saxonne, et de se concentrer sur la marque Nissan.
En 1989, en réaction à la création de la marque Lexus par Toyota, Nissan crée à son tour une marque de prestige pour le marché nord-américain, Infiniti, destinée à compléter la marque Nissan sur le segment haut de gamme et à concurrencer les marques allemandes aux États-Unis. Cette marque contribuera à augmenter sa présence sur ce qui est alors le premier marché mondial, mais représente également un lourd investissement.
Nissan connut sa plus forte expansion dans les années 1970, lorsque l'industrie automobile japonaise tout entière se déployait. Nissan devient alors le numéro deux japonais de l'automobile, derrière Toyota. Depuis, l'ambition de l'entreprise a toujours été de rattraper son concurrent, sans jamais y parvenir.
Mais dans sa course avec Toyota et dans sa politique de développement à marche forcée à l'international, l'endettement de Nissan dans les années 1980 augmente. Dans les années 1990, l'entreprise prend du retard dans le développement de ses nouveaux produits, l'identité de ses produits apparaît floue. Nissan ne réalise qu'une seule année bénéficiaire dans la décennie, en 1996. Les années suivantes se soldent par des pertes de plus en plus importantes et un endettement massif.

### Alliance Renault-Nissan - à partir de 1999
À la fin des années 1990, Nissan est au bord de la faillite. En 1998, après avoir tenté un rapprochement avec quelques constructeurs sans succès, il trouve une planche de salut auprès de Renault et de Louis Schweitzer. Les négociations débutent en octobre 1998 et le 1er mars 1999, une alliance avec Renault, second constructeur français, est conclue. Renault prend 44 % du capital du japonais, créant ainsi l'Alliance Renault-Nissan par l'échange de participations croisées. À cette occasion, Louis Schweitzer fait appel à Carlos Ghosn, pour lui confier la direction de Nissan afin de restructurer le constructeur japonais. Ce dernier devient le premier étranger à diriger un constructeur automobile japonais.

Sites d'assemblage de véhicules de Nissan dans le monde.

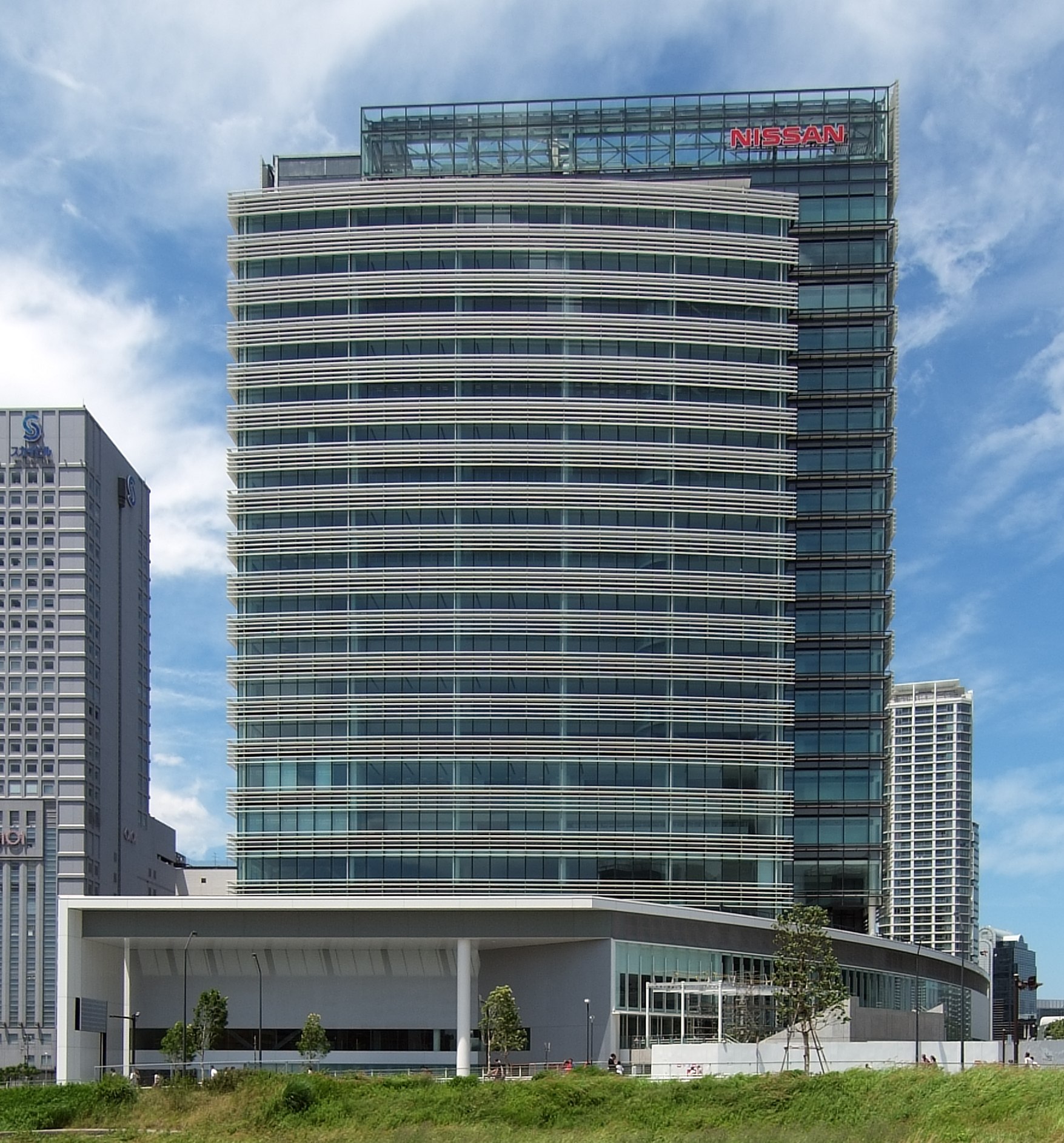
Le siège social de Nissan en construction en avril 2008.

Devenu PDG de Nissan sous la houlette de Louis Schweitzer, Carlos Ghosn entreprend le redressement de l'entreprise, avec le plan NRP, pour Nissan Revival Plan. En pratiquant une politique drastique de réduction des coûts, notamment par la suppression de 28 000 emplois, et en tirant parti des synergies avec son nouvel actionnaire, Nissan redevient une entreprise compétitive au niveau mondial. L'Alliance Renault-Nissan devient le quatrième groupe automobile du monde.
Le nouveau siège social, une tour de quatre-vingt-dix-neuf mètres de haut et vingt-deux étages, située à Nishi-ku au bord de la baie de Yokohama, a été achevée en 2009.
Le 15 juillet 2013, Nissan relance la marque Datsun en Inde avec la Datsun GO, présentant le premier modèle de la marque low cost, une berline cinq portes sur une base de Lada, qui sera ensuite diffusée en Indonésie et en Russie.
Datsun sera la marque à bas coût de Nissan comme Dacia l'est pour Renault, les quatre marques faisant partie avec Lada de l'alliance Renault-Nissan, les modèles Lada, Dacia et Datsun auront des plates-formes communes.
En mai 2016, Nissan et Mitsubishi Motors annoncent une augmentation de capital de Mitsubishi que Nissan souscrira pour devenir actionnaire de Mitsubishi à hauteur de 34 % pour 1,9 milliard d'euros. Cette augmentation de capital est réalisée en octobre 2016, pour un coût de 2,29 milliards de dollars.
En novembre 2016, KKR annonce l'acquisition de Calsonic Kansei, un équipementier automobile détenu jusque-là à 40,7 % par Nissan, pour l'équivalent de 4,5 milliards de dollars.
Le constructeur japonais a passé le cap des 150 millions de véhicules produits après 84 ans, en septembre 2017. Le véhicule en question est une Leaf (seconde génération). La courbe des ventes de Nissan s'est envolée au cours des dernières années. Il a en effet fallu 73 ans pour atteindre le cap des 100 millions et seulement 11 ans pour fabriquer les 50 derniers millions de véhicules.
Fin 2018, Nissan enregistre une forte baisse de ses ventes en France avec une chute de 10 % pour les dix premiers mois de l'année. Le Qashqai, véhicule représentant 40 % des ventes de Nissan en Europe, symbolise cette chute des ventes puisqu'il éprouve des difficultés à s'adapter aux nouvelles normes européennes entrées en vigueur au 1er septembre 2018. Ses immatriculations en Europe ont chuté de 38 % en septembre 2018. En juillet 2019, à la suite de mauvais résultats, Nissan annonce la suppression de 12 500 emplois, dont plus de 6 000 déjà réalisé.
En novembre 2018, Carlos Ghosn est arrêté par la justice japonaise, étant suspecté de dissimulation de revenus dans les publications financières de Nissan. Le mois suivant, il est inculpé pour utilisation de fonds de l'entreprise à des fins personnelles. Placé en résidence surveillée à Tokyo après avoir été emprisonné près de six mois, il parvient à quitter clandestinement le Japon les derniers jours de décembre 2019, pour rejoindre le Liban, usant du fait qu’il n’y a pas d’accord d’extradition entre les deux pays, et qu’il dispose d’un passeport libanais. Il est ainsi aujourd'hui considéré comme un fugitif international.
En avril 2022, Nissan met fin à la marque low-cost Datsun.
En février 2023, Guillaume Cartier, à la tête de Nissan Europe, annonce que la gamme de SUV du constructeur nippon sera entièrement électrique d'ici 2027 (Juke, Qashqai, X-Trail).
En 2024, Renault se désengage progressivement de sa participation dans Nissan, vendant entre décembre 2023 et septembre 2024, une participation de 12,5 % dans Nissan pour 1,6 milliard d'euros, participation qui est acquise par Nissan qui supprime ces actions. En novembre de la même année, Nissan annonce la suppression de 9 000 emplois sur ses 133 500 employés. En décembre 2024, Nissan et Mitsubishi entreprennent des discussions de fusions avec Honda. En février 2025, la fusion est cependant abandonnée, à la suite de désaccords entre Honda et Nissan sur la réduction d'effectifs chez Nissan et sur la valorisation de la marque.
En mai 2025, Nissan annonce un déficit historique de 4,1 milliards d'euros, qui est essentiellement constitué de dépréciations d'actifs et de provisions pour un plan de restructuration annoncé en parallèle visant à supprimer 10 000 emplois qui s'ajoute au 9 000 déjà annoncés, soit 15 % de ses effectifs,.

### Sites de production
Les zones de production ont aussi beaucoup évolué récemment. 76,5 % des 100 premiers millions de véhicules ont été produits au Japon. Pour les 50 derniers, c'est seulement 23,5 %
Depuis 2006, 13 % des véhicules ont été assemblés en Europe. La principale usine du continent est celle de Sunderland, en Angleterre, ou sont fabriqués les crossovers Juke et Qashqai.
- Afrique du Sud
  - Rosslyn, Pretoria, Gauteng
- Angleterre
  - Sunderland (Nissan Motor Manufacturing UK (en)), Tyne and Wear
- Argentine
  - Santa Isabel : Usine Renault de Córdoba
- Australie
  - Dandenong, Victoria Nissan Casting Australia Pty. Ltd
- Brésil
  - São José dos Pinhais : Usine Renault de Curitiba, Paraná
  - Resende, Rio de Janeiro
- Chine
  - Wuhan, Hubei (Dongfeng Motor Co., Ltd., a joint venture)
  - Huadu District, Guangzhou, Guangdong (Dongfeng Nissan Passenger Vehicle Company)
  - Xiangyang, Hubei (Dongfeng Motor Co., Ltd.)
  - Zhengzhou, Henan (Zhengzhou Nissan Automobile Co., Ltd., a joint venture)
  - Dalian, Liaoning (Dongfeng Nissan Passenger Vehicle Company)
- Égypte
  - 6th of October City, Guizeh
- Espagne
  - Barcelone, Catalogne : fermeture annoncée en mai 2020, ce qui entrainerait une perte de 3 000 emplois[21]
  - Ávila, Castille-et-León
- États-Unis
  - Smyrna, Tennessee
  - Canton, Mississippi
  - Decherd, Tennessee
- France
  - Usine Renault de Flins
- Inde
  - Madras
- Indonesie
  - Cikampek
- Japon
  - Oppama, Yokosuka, Kanagawa (centre de recherche)
  - Kaminokawa, Tochigi
  - Kanda, Fukuoka (Nissan Motor Kyushu & Nissan Shatai Kyushu Plant)
  - Kanagawa-ku, Yokohama, Kanagawa (usine Yokohama Engine, Nissan's oldest factory), Iwaki, Fukushima (usine Iwaki Engine)
  - Hiratsuka, Kanagawa (usine Nissan Shatai Shonan)
  - Nagoya, Aichi (usines Aichi Machine Industry Atsuta et Eitoku)
  - Matsusaka, Mie (usine Aichi Machine Industry Matsusaka)
  - Tsu, Mie (usine Aichi Machine Industry Tsu)
  - Uji, Kyoto (Auto Works Kyoto)
  - Ageo, Saitama (Nissan Diesel Motor)
  - Samukawa, Kanagawa (Nissan Machinery)
  - Zama, Kanagawa (Assembly lines in the Zama Plant fermé en 1995, maintenant Global Production Engineering Center et centre pour les véhicules historiques)
- Kenya
  - Thika, Kiambu County
- Malaisie
  - Segambut, Kuala Lumpur
  - Serendah, Selangor
- Maroc
  - Usine Renault-Nissan Tanger
- Mexique
  - Aguascalientes, Aguascalientes
  - Cuernavaca, Morelos
- Philippines
  - Santa Rosa City, Laguna
- Russie
  - Saint-Pétersbourg
- Thaïlande
  - Bangna, Samutprakarn
- Taïwan
  - Taipei, Taïwan
- Vietnam
  - Hanoi

## Identité visuelle

Logo de Nissan de 1933 à 1940.
Logo de Nissan de 1940 à 1950.
Logo de Nissan de 1950 à 1959.
Logo de Nissan de 1959 à 1960.
Logo de Nissan de 1960 à 1967.
Logo de Nissan de 1967 à 1970.
Logo de Nissan de 1970 à 1978.
Logo de Nissan de 1978 à 2001.
Logo de Nissan depuis 2020.

## Économie
|                                             | 1998  | 1999   | 2000   | 2001  | 2002  | 2003  | 2004  | 2005  | 2006   | 2007   | 2008   | 2009   | 2010  | 2011  | 2012 | 2013   | 2014   | 2015  |
| ------------------------------------------- | ----- | ------ | ------ | ----- | ----- | ----- | ----- | ----- | ------ | ------ | ------ | ------ | ----- | ----- | ---- | ------ | ------ | ----- |
| Chiffre d'affaires (en milliard de yens)    | 6 580 | 5 977  | 6 089  | 6 196 | 6 828 | 7 429 | 8 576 | 9 428 | 10 468 | 10 824 | 8 437  | 7 517  | 8 773 | 9 409 | s.o. | 11 430 | 11 375 | 12189 |
| Résultat opérationnel (en milliard de yens) | 109,7 | 82,6   | 290,3  | 489,2 | 737,2 | 824,9 | 861,2 | 871,8 | 776,9  | 790,8  | -137,9 | -311,6 | 537,5 | s.o.  | s.o. | s.o.   | s.o.   | s.o.  |
| Résultat net (en milliard de yens)          | -27,7 | -684,4 | -331,1 | 372,3 | 495,2 | 503,7 | 512,3 | 518,1 | 460,8  | 482,3  | -233,7 | -42,4  | 319,2 | s.o.  | s.o. | s.o.   | s.o.   | s.o.  |

Au total, il y a 333 concessionnaires Nissan en France au 27 décembre 2024.

### Chiffres de ventes
| Année | Ventes mondiales annuelles de Nissan | Ventes mondiales annuelles de Nissan | Ventes mondiales annuelles de Nissan | Ventes mondiales annuelles de Nissan | Ventes mondiales annuelles de Nissan | Ventes mondiales annuelles de Nissan | Ventes mondiales annuelles de Nissan | Ventes mondiales annuelles de Nissan | Ventes mondiales annuelles de Nissan | Ventes mondiales annuelles de Nissan | Ventes mondiales annuelles de Nissan | Ventes mondiales annuelles de Nissan | Ventes mondiales annuelles de Nissan | Ventes mondiales annuelles de Nissan | Ventes mondiales annuelles de Nissan | Ventes mondiales annuelles de Nissan | Ventes mondiales annuelles de Nissan | Ventes mondiales annuelles de Nissan | Ventes mondiales annuelles de Nissan | Ventes mondiales annuelles de Nissan | Ventes mondiales annuelles de Nissan | Ventes mondiales annuelles de Nissan | Ventes mondiales annuelles de Nissan | Ventes mondiales annuelles de Nissan | Ventes mondiales annuelles de Nissan | Ventes mondiales annuelles de Nissan | Ventes mondiales annuelles de Nissan | Ventes mondiales annuelles de Nissan | Ventes mondiales annuelles de Nissan | Ventes mondiales annuelles de Nissan | Ventes mondiales annuelles de Nissan | Ventes mondiales annuelles de Nissan | Ventes mondiales annuelles de Nissan | Ventes mondiales annuelles de Nissan | Ventes mondiales annuelles de Nissan | Ventes mondiales annuelles de Nissan | Ventes mondiales annuelles de Nissan | Ventes mondiales annuelles de Nissan | Ventes mondiales annuelles de Nissan | Ventes mondiales annuelles de Nissan | Ventes mondiales annuelles de Nissan | Ventes mondiales annuelles de Nissan | Ventes mondiales annuelles de Nissan | Ventes mondiales annuelles de Nissan | Ventes mondiales annuelles de Nissan | Ventes mondiales annuelles de Nissan | Ventes mondiales annuelles de Nissan | Ventes mondiales annuelles de Nissan | Ventes mondiales annuelles de Nissan | Ventes mondiales annuelles de Nissan | Ventes mondiales annuelles de Nissan | Ventes mondiales annuelles de Nissan | Ventes mondiales annuelles de Nissan | Ventes mondiales annuelles de Nissan | Ventes mondiales annuelles de Nissan | Ventes mondiales annuelles de Nissan |
| Année |                                      |                                      |                                      |                                      |                                      | 500                                  |                                      |                                      |                                      |                                      | 1 000                                |                                      |                                      |                                      |                                      | 1 500                                |                                      |                                      |                                      |                                      | 2 000                                |                                      |                                      |                                      |                                      | 2 500                                |                                      |                                      |                                      |                                      | 3 000                                |                                      |                                      |                                      |                                      | 3 500                                |                                      |                                      |                                      |                                      | 4 000                                |                                      |                                      |                                      |                                      | 4 500                                |                                      |                                      |                                      |                                      | 5 000                                |                                      |                                      |                                      |                                      | 5 500                                |
| ----- | ------------------------------------ | ------------------------------------ | ------------------------------------ | ------------------------------------ | ------------------------------------ | ------------------------------------ | ------------------------------------ | ------------------------------------ | ------------------------------------ | ------------------------------------ | ------------------------------------ | ------------------------------------ | ------------------------------------ | ------------------------------------ | ------------------------------------ | ------------------------------------ | ------------------------------------ | ------------------------------------ | ------------------------------------ | ------------------------------------ | ------------------------------------ | ------------------------------------ | ------------------------------------ | ------------------------------------ | ------------------------------------ | ------------------------------------ | ------------------------------------ | ------------------------------------ | ------------------------------------ | ------------------------------------ | ------------------------------------ | ------------------------------------ | ------------------------------------ | ------------------------------------ | ------------------------------------ | ------------------------------------ | ------------------------------------ | ------------------------------------ | ------------------------------------ | ------------------------------------ | ------------------------------------ | ------------------------------------ | ------------------------------------ | ------------------------------------ | ------------------------------------ | ------------------------------------ | ------------------------------------ | ------------------------------------ | ------------------------------------ | ------------------------------------ | ------------------------------------ | ------------------------------------ | ------------------------------------ | ------------------------------------ | ------------------------------------ | ------------------------------------ |
| 1998  | 2 542 000                            | 2 542 000                            | 2 542 000                            | 2 542 000                            | 2 542 000                            | 2 542 000                            | 2 542 000                            | 2 542 000                            | 2 542 000                            | 2 542 000                            | 2 542 000                            | 2 542 000                            | 2 542 000                            | 2 542 000                            | 2 542 000                            | 2 542 000                            | 2 542 000                            | 2 542 000                            | 2 542 000                            | 2 542 000                            | 2 542 000                            | 2 542 000                            | 2 542 000                            | 2 542 000                            | 2 542 000                            | 2 542 000                            |                                      |                                      |                                      |                                      |                                      |                                      |                                      |                                      |                                      |                                      |                                      |                                      |                                      |                                      |                                      |                                      |                                      |                                      |                                      |                                      |                                      |                                      |                                      |                                      |                                      |                                      |                                      |                                      |                                      |                                      |
| 1999  | 2 415 000                            | 2 415 000                            | 2 415 000                            | 2 415 000                            | 2 415 000                            | 2 415 000                            | 2 415 000                            | 2 415 000                            | 2 415 000                            | 2 415 000                            | 2 415 000                            | 2 415 000                            | 2 415 000                            | 2 415 000                            | 2 415 000                            | 2 415 000                            | 2 415 000                            | 2 415 000                            | 2 415 000                            | 2 415 000                            | 2 415 000                            | 2 415 000                            | 2 415 000                            | 2 415 000                            | 2 415 000                            |                                      |                                      |                                      |                                      |                                      |                                      |                                      |                                      |                                      |                                      |                                      |                                      |                                      |                                      |                                      |                                      |                                      |                                      |                                      |                                      |                                      |                                      |                                      |                                      |                                      |                                      |                                      |                                      |                                      |                                      |                                      |
| 2000  | 2 564 000                            | 2 564 000                            | 2 564 000                            | 2 564 000                            | 2 564 000                            | 2 564 000                            | 2 564 000                            | 2 564 000                            | 2 564 000                            | 2 564 000                            | 2 564 000                            | 2 564 000                            | 2 564 000                            | 2 564 000                            | 2 564 000                            | 2 564 000                            | 2 564 000                            | 2 564 000                            | 2 564 000                            | 2 564 000                            | 2 564 000                            | 2 564 000                            | 2 564 000                            | 2 564 000                            | 2 564 000                            | 2 564 000                            |                                      |                                      |                                      |                                      |                                      |                                      |                                      |                                      |                                      |                                      |                                      |                                      |                                      |                                      |                                      |                                      |                                      |                                      |                                      |                                      |                                      |                                      |                                      |                                      |                                      |                                      |                                      |                                      |                                      |                                      |
| 2001  | 2 460 000                            | 2 460 000                            | 2 460 000                            | 2 460 000                            | 2 460 000                            | 2 460 000                            | 2 460 000                            | 2 460 000                            | 2 460 000                            | 2 460 000                            | 2 460 000                            | 2 460 000                            | 2 460 000                            | 2 460 000                            | 2 460 000                            | 2 460 000                            | 2 460 000                            | 2 460 000                            | 2 460 000                            | 2 460 000                            | 2 460 000                            | 2 460 000                            | 2 460 000                            | 2 460 000                            | 2 460 000                            |                                      |                                      |                                      |                                      |                                      |                                      |                                      |                                      |                                      |                                      |                                      |                                      |                                      |                                      |                                      |                                      |                                      |                                      |                                      |                                      |                                      |                                      |                                      |                                      |                                      |                                      |                                      |                                      |                                      |                                      |                                      |
| 2002  | 2 636 000                            | 2 636 000                            | 2 636 000                            | 2 636 000                            | 2 636 000                            | 2 636 000                            | 2 636 000                            | 2 636 000                            | 2 636 000                            | 2 636 000                            | 2 636 000                            | 2 636 000                            | 2 636 000                            | 2 636 000                            | 2 636 000                            | 2 636 000                            | 2 636 000                            | 2 636 000                            | 2 636 000                            | 2 636 000                            | 2 636 000                            | 2 636 000                            | 2 636 000                            | 2 636 000                            | 2 636 000                            | 2 636 000                            | 2 636 000                            |                                      |                                      |                                      |                                      |                                      |                                      |                                      |                                      |                                      |                                      |                                      |                                      |                                      |                                      |                                      |                                      |                                      |                                      |                                      |                                      |                                      |                                      |                                      |                                      |                                      |                                      |                                      |                                      |                                      |
| 2003  | 2 947 000                            | 2 947 000                            | 2 947 000                            | 2 947 000                            | 2 947 000                            | 2 947 000                            | 2 947 000                            | 2 947 000                            | 2 947 000                            | 2 947 000                            | 2 947 000                            | 2 947 000                            | 2 947 000                            | 2 947 000                            | 2 947 000                            | 2 947 000                            | 2 947 000                            | 2 947 000                            | 2 947 000                            | 2 947 000                            | 2 947 000                            | 2 947 000                            | 2 947 000                            | 2 947 000                            | 2 947 000                            | 2 947 000                            | 2 947 000                            | 2 947 000                            | 2 947 000                            | 2 947 000                            |                                      |                                      |                                      |                                      |                                      |                                      |                                      |                                      |                                      |                                      |                                      |                                      |                                      |                                      |                                      |                                      |                                      |                                      |                                      |                                      |                                      |                                      |                                      |                                      |                                      |                                      |
| 2004  | 3 470 000                            | 3 470 000                            | 3 470 000                            | 3 470 000                            | 3 470 000                            | 3 470 000                            | 3 470 000                            | 3 470 000                            | 3 470 000                            | 3 470 000                            | 3 470 000                            | 3 470 000                            | 3 470 000                            | 3 470 000                            | 3 470 000                            | 3 470 000                            | 3 470 000                            | 3 470 000                            | 3 470 000                            | 3 470 000                            | 3 470 000                            | 3 470 000                            | 3 470 000                            | 3 470 000                            | 3 470 000                            | 3 470 000                            | 3 470 000                            | 3 470 000                            | 3 470 000                            | 3 470 000                            | 3 470 000                            | 3 470 000                            | 3 470 000                            | 3 470 000                            | 3 470 000                            |                                      |                                      |                                      |                                      |                                      |                                      |                                      |                                      |                                      |                                      |                                      |                                      |                                      |                                      |                                      |                                      |                                      |                                      |                                      |                                      |                                      |
| 2005  | 3 538 000                            | 3 538 000                            | 3 538 000                            | 3 538 000                            | 3 538 000                            | 3 538 000                            | 3 538 000                            | 3 538 000                            | 3 538 000                            | 3 538 000                            | 3 538 000                            | 3 538 000                            | 3 538 000                            | 3 538 000                            | 3 538 000                            | 3 538 000                            | 3 538 000                            | 3 538 000                            | 3 538 000                            | 3 538 000                            | 3 538 000                            | 3 538 000                            | 3 538 000                            | 3 538 000                            | 3 538 000                            | 3 538 000                            | 3 538 000                            | 3 538 000                            | 3 538 000                            | 3 538 000                            | 3 538 000                            | 3 538 000                            | 3 538 000                            | 3 538 000                            | 3 538 000                            | 3 538 000                            |                                      |                                      |                                      |                                      |                                      |                                      |                                      |                                      |                                      |                                      |                                      |                                      |                                      |                                      |                                      |                                      |                                      |                                      |                                      |                                      |
| 2006  | 3 403 000                            | 3 403 000                            | 3 403 000                            | 3 403 000                            | 3 403 000                            | 3 403 000                            | 3 403 000                            | 3 403 000                            | 3 403 000                            | 3 403 000                            | 3 403 000                            | 3 403 000                            | 3 403 000                            | 3 403 000                            | 3 403 000                            | 3 403 000                            | 3 403 000                            | 3 403 000                            | 3 403 000                            | 3 403 000                            | 3 403 000                            | 3 403 000                            | 3 403 000                            | 3 403 000                            | 3 403 000                            | 3 403 000                            | 3 403 000                            | 3 403 000                            | 3 403 000                            | 3 403 000                            | 3 403 000                            | 3 403 000                            | 3 403 000                            | 3 403 000                            | 3 403 000                            |                                      |                                      |                                      |                                      |                                      |                                      |                                      |                                      |                                      |                                      |                                      |                                      |                                      |                                      |                                      |                                      |                                      |                                      |                                      |                                      |                                      |
| 2007  | 3 698 000                            | 3 698 000                            | 3 698 000                            | 3 698 000                            | 3 698 000                            | 3 698 000                            | 3 698 000                            | 3 698 000                            | 3 698 000                            | 3 698 000                            | 3 698 000                            | 3 698 000                            | 3 698 000                            | 3 698 000                            | 3 698 000                            | 3 698 000                            | 3 698 000                            | 3 698 000                            | 3 698 000                            | 3 698 000                            | 3 698 000                            | 3 698 000                            | 3 698 000                            | 3 698 000                            | 3 698 000                            | 3 698 000                            | 3 698 000                            | 3 698 000                            | 3 698 000                            | 3 698 000                            | 3 698 000                            | 3 698 000                            | 3 698 000                            | 3 698 000                            | 3 698 000                            | 3 698 000                            | 3 698 000                            |                                      |                                      |                                      |                                      |                                      |                                      |                                      |                                      |                                      |                                      |                                      |                                      |                                      |                                      |                                      |                                      |                                      |                                      |                                      |
| 2008  | 3 138 000                            | 3 138 000                            | 3 138 000                            | 3 138 000                            | 3 138 000                            | 3 138 000                            | 3 138 000                            | 3 138 000                            | 3 138 000                            | 3 138 000                            | 3 138 000                            | 3 138 000                            | 3 138 000                            | 3 138 000                            | 3 138 000                            | 3 138 000                            | 3 138 000                            | 3 138 000                            | 3 138 000                            | 3 138 000                            | 3 138 000                            | 3 138 000                            | 3 138 000                            | 3 138 000                            | 3 138 000                            | 3 138 000                            | 3 138 000                            | 3 138 000                            | 3 138 000                            | 3 138 000                            | 3 138 000                            | 3 138 000                            |                                      |                                      |                                      |                                      |                                      |                                      |                                      |                                      |                                      |                                      |                                      |                                      |                                      |                                      |                                      |                                      |                                      |                                      |                                      |                                      |                                      |                                      |                                      |                                      |
| 2009  | 3 159 000                            | 3 159 000                            | 3 159 000                            | 3 159 000                            | 3 159 000                            | 3 159 000                            | 3 159 000                            | 3 159 000                            | 3 159 000                            | 3 159 000                            | 3 159 000                            | 3 159 000                            | 3 159 000                            | 3 159 000                            | 3 159 000                            | 3 159 000                            | 3 159 000                            | 3 159 000                            | 3 159 000                            | 3 159 000                            | 3 159 000                            | 3 159 000                            | 3 159 000                            | 3 159 000                            | 3 159 000                            | 3 159 000                            | 3 159 000                            | 3 159 000                            | 3 159 000                            | 3 159 000                            | 3 159 000                            | 3 159 000                            |                                      |                                      |                                      |                                      |                                      |                                      |                                      |                                      |                                      |                                      |                                      |                                      |                                      |                                      |                                      |                                      |                                      |                                      |                                      |                                      |                                      |                                      |                                      |                                      |
| 2010  | 3 888 000                            | 3 888 000                            | 3 888 000                            | 3 888 000                            | 3 888 000                            | 3 888 000                            | 3 888 000                            | 3 888 000                            | 3 888 000                            | 3 888 000                            | 3 888 000                            | 3 888 000                            | 3 888 000                            | 3 888 000                            | 3 888 000                            | 3 888 000                            | 3 888 000                            | 3 888 000                            | 3 888 000                            | 3 888 000                            | 3 888 000                            | 3 888 000                            | 3 888 000                            | 3 888 000                            | 3 888 000                            | 3 888 000                            | 3 888 000                            | 3 888 000                            | 3 888 000                            | 3 888 000                            | 3 888 000                            | 3 888 000                            | 3 888 000                            | 3 888 000                            | 3 888 000                            | 3 888 000                            | 3 888 000                            | 3 888 000                            | 3 888 000                            |                                      |                                      |                                      |                                      |                                      |                                      |                                      |                                      |                                      |                                      |                                      |                                      |                                      |                                      |                                      |                                      |                                      |
| 2011  | 4 845 000                            | 4 845 000                            | 4 845 000                            | 4 845 000                            | 4 845 000                            | 4 845 000                            | 4 845 000                            | 4 845 000                            | 4 845 000                            | 4 845 000                            | 4 845 000                            | 4 845 000                            | 4 845 000                            | 4 845 000                            | 4 845 000                            | 4 845 000                            | 4 845 000                            | 4 845 000                            | 4 845 000                            | 4 845 000                            | 4 845 000                            | 4 845 000                            | 4 845 000                            | 4 845 000                            | 4 845 000                            | 4 845 000                            | 4 845 000                            | 4 845 000                            | 4 845 000                            | 4 845 000                            | 4 845 000                            | 4 845 000                            | 4 845 000                            | 4 845 000                            | 4 845 000                            | 4 845 000                            | 4 845 000                            | 4 845 000                            | 4 845 000                            | 4 845 000                            | 4 845 000                            | 4 845 000                            | 4 845 000                            | 4 845 000                            | 4 845 000                            | 4 845 000                            | 4 845 000                            | 4 845 000                            | 4 845 000                            |                                      |                                      |                                      |                                      |                                      |                                      |                                      |
| 2012  | 4 940 000                            | 4 940 000                            | 4 940 000                            | 4 940 000                            | 4 940 000                            | 4 940 000                            | 4 940 000                            | 4 940 000                            | 4 940 000                            | 4 940 000                            | 4 940 000                            | 4 940 000                            | 4 940 000                            | 4 940 000                            | 4 940 000                            | 4 940 000                            | 4 940 000                            | 4 940 000                            | 4 940 000                            | 4 940 000                            | 4 940 000                            | 4 940 000                            | 4 940 000                            | 4 940 000                            | 4 940 000                            | 4 940 000                            | 4 940 000                            | 4 940 000                            | 4 940 000                            | 4 940 000                            | 4 940 000                            | 4 940 000                            | 4 940 000                            | 4 940 000                            | 4 940 000                            | 4 940 000                            | 4 940 000                            | 4 940 000                            | 4 940 000                            | 4 940 000                            | 4 940 000                            | 4 940 000                            | 4 940 000                            | 4 940 000                            | 4 940 000                            | 4 940 000                            | 4 940 000                            | 4 940 000                            | 4 940 000                            | 4 940 000                            |                                      |                                      |                                      |                                      |                                      |                                      |
| 2013  | 5 100 000                            | 5 100 000                            | 5 100 000                            | 5 100 000                            | 5 100 000                            | 5 100 000                            | 5 100 000                            | 5 100 000                            | 5 100 000                            | 5 100 000                            | 5 100 000                            | 5 100 000                            | 5 100 000                            | 5 100 000                            | 5 100 000                            | 5 100 000                            | 5 100 000                            | 5 100 000                            | 5 100 000                            | 5 100 000                            | 5 100 000                            | 5 100 000                            | 5 100 000                            | 5 100 000                            | 5 100 000                            | 5 100 000                            | 5 100 000                            | 5 100 000                            | 5 100 000                            | 5 100 000                            | 5 100 000                            | 5 100 000                            | 5 100 000                            | 5 100 000                            | 5 100 000                            | 5 100 000                            | 5 100 000                            | 5 100 000                            | 5 100 000                            | 5 100 000                            | 5 100 000                            | 5 100 000                            | 5 100 000                            | 5 100 000                            | 5 100 000                            | 5 100 000                            | 5 100 000                            | 5 100 000                            | 5 100 000                            | 5 100 000                            | 5 100 000                            | 5 100 000                            |                                      |                                      |                                      |                                      |
| 2014  | 5 310 000                            | 5 310 000                            | 5 310 000                            | 5 310 000                            | 5 310 000                            | 5 310 000                            | 5 310 000                            | 5 310 000                            | 5 310 000                            | 5 310 000                            | 5 310 000                            | 5 310 000                            | 5 310 000                            | 5 310 000                            | 5 310 000                            | 5 310 000                            | 5 310 000                            | 5 310 000                            | 5 310 000                            | 5 310 000                            | 5 310 000                            | 5 310 000                            | 5 310 000                            | 5 310 000                            | 5 310 000                            | 5 310 000                            | 5 310 000                            | 5 310 000                            | 5 310 000                            | 5 310 000                            | 5 310 000                            | 5 310 000                            | 5 310 000                            | 5 310 000                            | 5 310 000                            | 5 310 000                            | 5 310 000                            | 5 310 000                            | 5 310 000                            | 5 310 000                            | 5 310 000                            | 5 310 000                            | 5 310 000                            | 5 310 000                            | 5 310 000                            | 5 310 000                            | 5 310 000                            | 5 310 000                            | 5 310 000                            | 5 310 000                            | 5 310 000                            | 5 310 000                            | 5 310 000                            | 5 310 000                            |                                      |                                      |
| 2015  | 4 920 000                            | 4 920 000                            | 4 920 000                            | 4 920 000                            | 4 920 000                            | 4 920 000                            | 4 920 000                            | 4 920 000                            | 4 920 000                            | 4 920 000                            | 4 920 000                            | 4 920 000                            | 4 920 000                            | 4 920 000                            | 4 920 000                            | 4 920 000                            | 4 920 000                            | 4 920 000                            | 4 920 000                            | 4 920 000                            | 4 920 000                            | 4 920 000                            | 4 920 000                            | 4 920 000                            | 4 920 000                            | 4 920 000                            | 4 920 000                            | 4 920 000                            | 4 920 000                            | 4 920 000                            | 4 920 000                            | 4 920 000                            | 4 920 000                            | 4 920 000                            | 4 920 000                            | 4 920 000                            | 4 920 000                            | 4 920 000                            | 4 920 000                            | 4 920 000                            | 4 920 000                            | 4 920 000                            | 4 920 000                            | 4 920 000                            | 4 920 000                            | 4 920 000                            | 4 920 000                            | 4 920 000                            | 4 920 000                            | 4 920 000                            |                                      |                                      |                                      |                                      |                                      |                                      |
| 2021  | 4 065 014                            | 4 065 014                            | 4 065 014                            | 4 065 014                            | 4 065 014                            | 4 065 014                            | 4 065 014                            | 4 065 014                            | 4 065 014                            | 4 065 014                            | 4 065 014                            | 4 065 014                            | 4 065 014                            | 4 065 014                            | 4 065 014                            | 4 065 014                            | 4 065 014                            | 4 065 014                            | 4 065 014                            | 4 065 014                            | 4 065 014                            | 4 065 014                            | 4 065 014                            | 4 065 014                            | 4 065 014                            | 4 065 014                            | 4 065 014                            | 4 065 014                            | 4 065 014                            | 4 065 014                            | 4 065 014                            | 4 065 014                            | 4 065 014                            | 4 065 014                            | 4 065 014                            | 4 065 014                            | 4 065 014                            | 4 065 014                            | 4 065 014                            | 4 065 014                            | 4 065 014                            |                                      |                                      |                                      |                                      |                                      |                                      |                                      |                                      |                                      |                                      |                                      |                                      |                                      |                                      |                                      |
| 2022  | 3 220 000                            | 3 220 000                            | 3 220 000                            | 3 220 000                            | 3 220 000                            | 3 220 000                            | 3 220 000                            | 3 220 000                            | 3 220 000                            | 3 220 000                            | 3 220 000                            | 3 220 000                            | 3 220 000                            | 3 220 000                            | 3 220 000                            | 3 220 000                            | 3 220 000                            | 3 220 000                            | 3 220 000                            | 3 220 000                            | 3 220 000                            | 3 220 000                            | 3 220 000                            | 3 220 000                            | 3 220 000                            | 3 220 000                            | 3 220 000                            | 3 220 000                            | 3 220 000                            | 3 220 000                            | 3 220 000                            | 3 220 000                            | 3 220 000                            |                                      |                                      |                                      |                                      |                                      |                                      |                                      |                                      |                                      |                                      |                                      |                                      |                                      |                                      |                                      |                                      |                                      |                                      |                                      |                                      |                                      |                                      |                                      |

## Modèles Nissan

### Modèles actuels

#### Citadines
- Nissan Micra (2017- ) Citadine[25],[26].
- Nissan Note (2020- ) Minispace commercialisé au Japon.

#### Keijidōsha
- Nissan Dayz (2019-)
- Nissan Sakura (2022-)
- Nissan Roox (2020-)
- Nissan NV100 Clipper

#### Berlines
- Nissan Leaf (2018-) Berline compacte électrique.
- Nissan Almera/Versa/Sunny (2019-)
- Nissan Sentra/Slyphy (2019-)
- Nissan Altima (2018-)
- Nissan Maxima (2015-)
- Nissan Lannia (2015-) Berline commercialisée en Chine.

#### Coupés
- Nissan Z (2021-)

#### Monospaces et Vans
- Nissan Livina (2019-)
- Nissan Townstar Combi (2021-) Ludospace dérivé du Renault Kangoo.
- Nissan Serena (2016-)
- Nissan Elgrand (2010-)
- Nissan Primastar (2014-) Van dérivé du Renault Trafic.
- Nissan NV350 Caravan (2012-)

#### 4X4 et SUV
- Nissan Magnite (2021-)
- Nissan Kicks (2024-)
- Nissan Juke (2019-)
- Nissan Qashqai (2021-)
- Nissan Ariya (2021-)
- Nissan X-Trail (2021-)
- Nissan Murano (2014-)
- Nissan Terra (2018-)
- Nissan Pathfinder (2021-)
- Nissan Patrol/Armada
- Nissan Patrol Y61 (1997-)

#### Pick-ups
- Nissan NP200 (2008-) petit pick-up dérivé de la Dacia Logan I commercialisé en Afrique australe.
- Nissan Navara (2014-)
- Nissan Frontier (2021-) pick-up commercialisé en Amérique du Nord.
- Nissan Titan/Titan XD (2015-)

#### Utilitaires
- Nissan Townstar (2021-) Camionette dérivée du Renault Kangoo.
- Nissan NV300/Primastar (2014-) Camionette dérivée du Renault Trafic.
- Nissan NV400/Interstar (2010-) Fourgon dérivé du Renault Master.

### Galerie
Quelques modèles actuels de la marque.

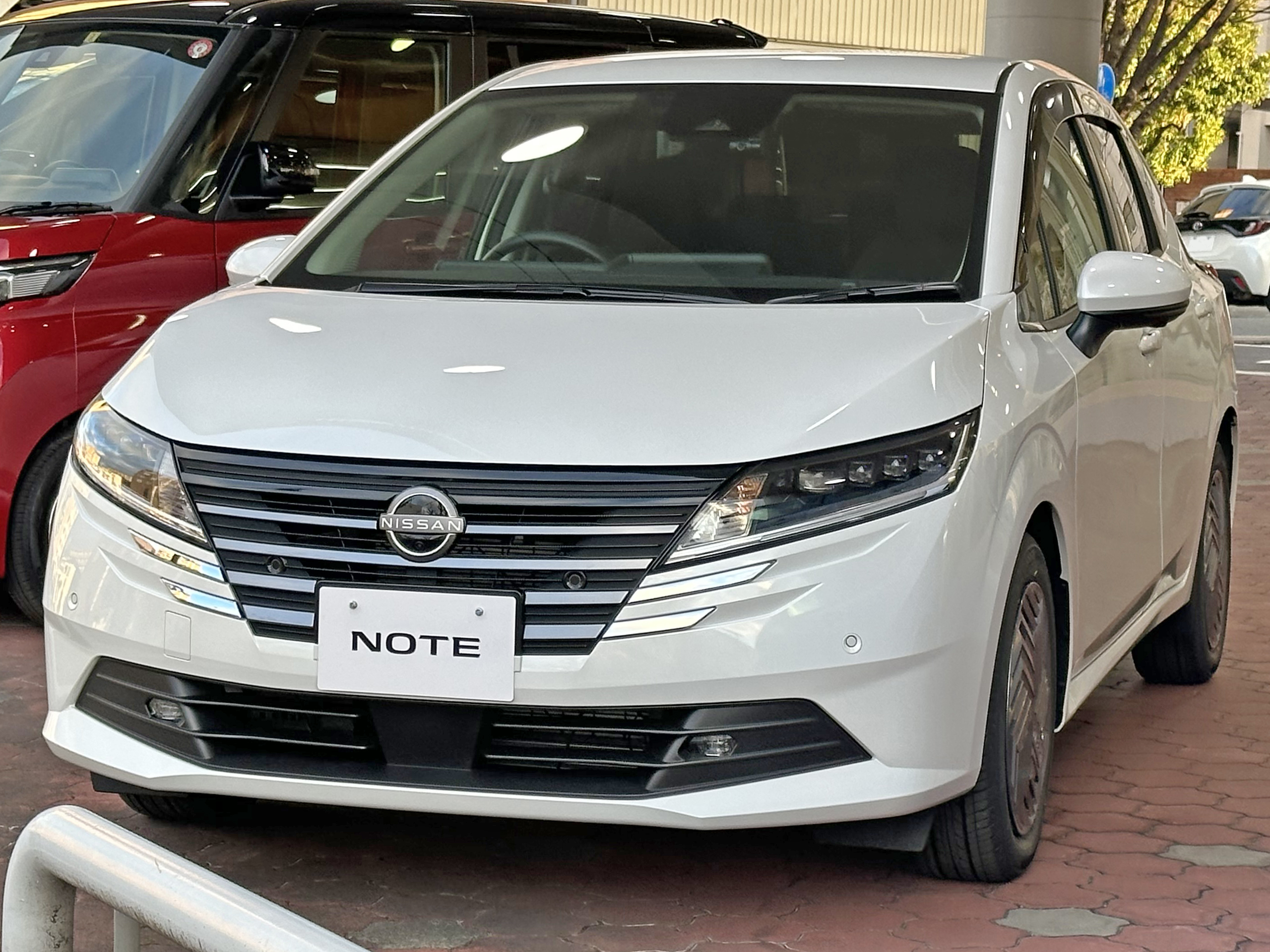
La Note.
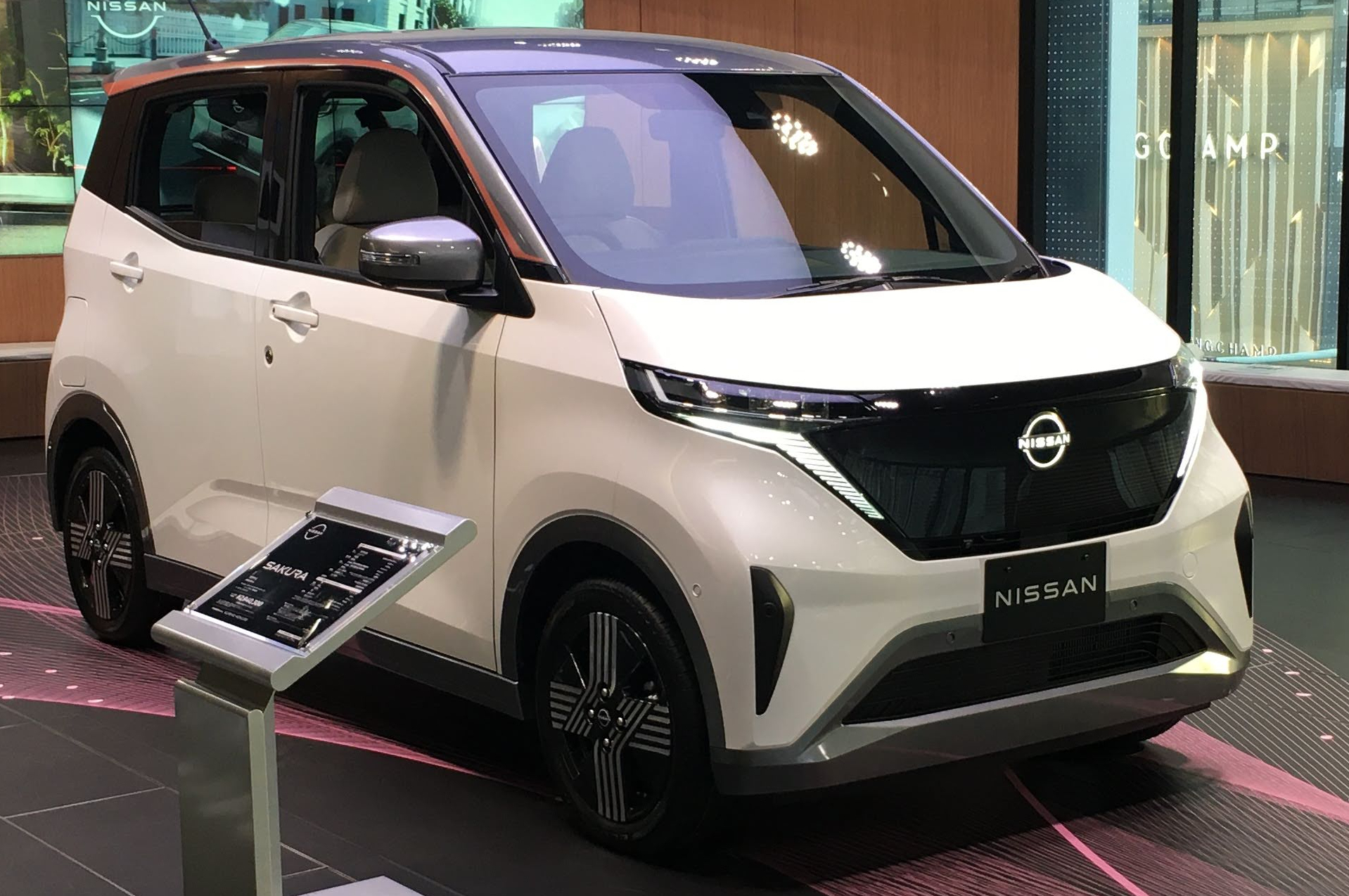
La Nissan Sakura
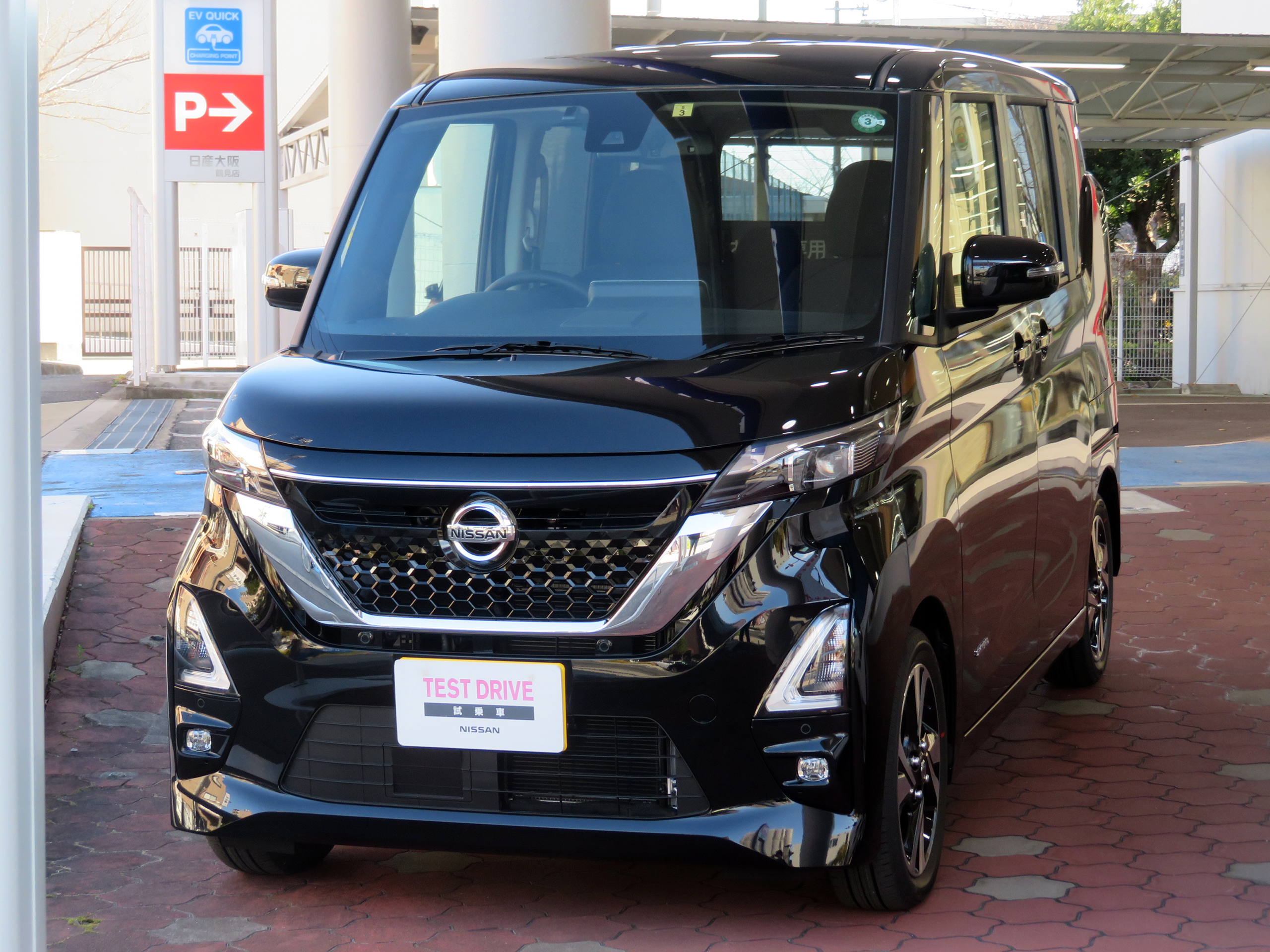
La Nissan Roox
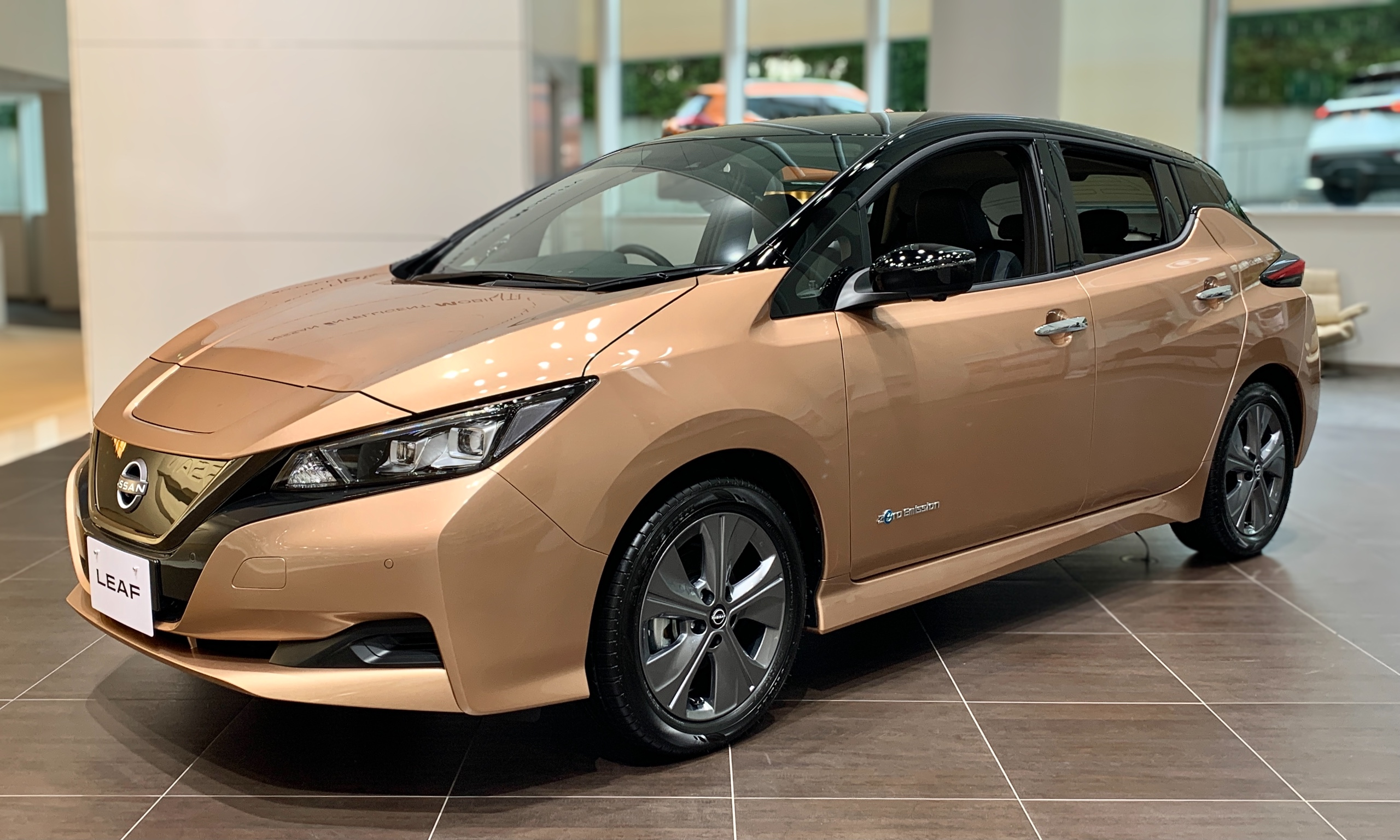
La Nissan Leaf
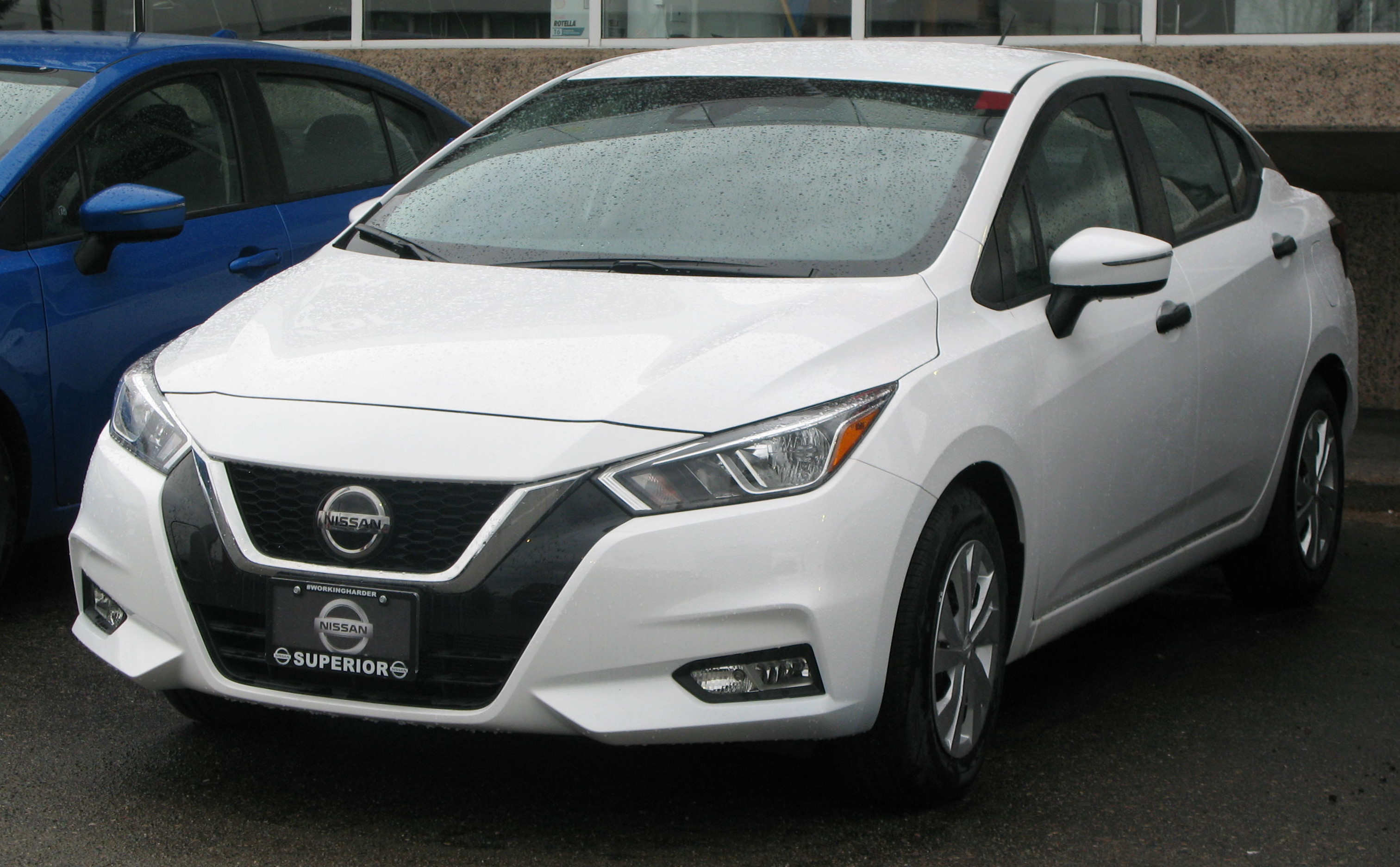
La Nissan Versa
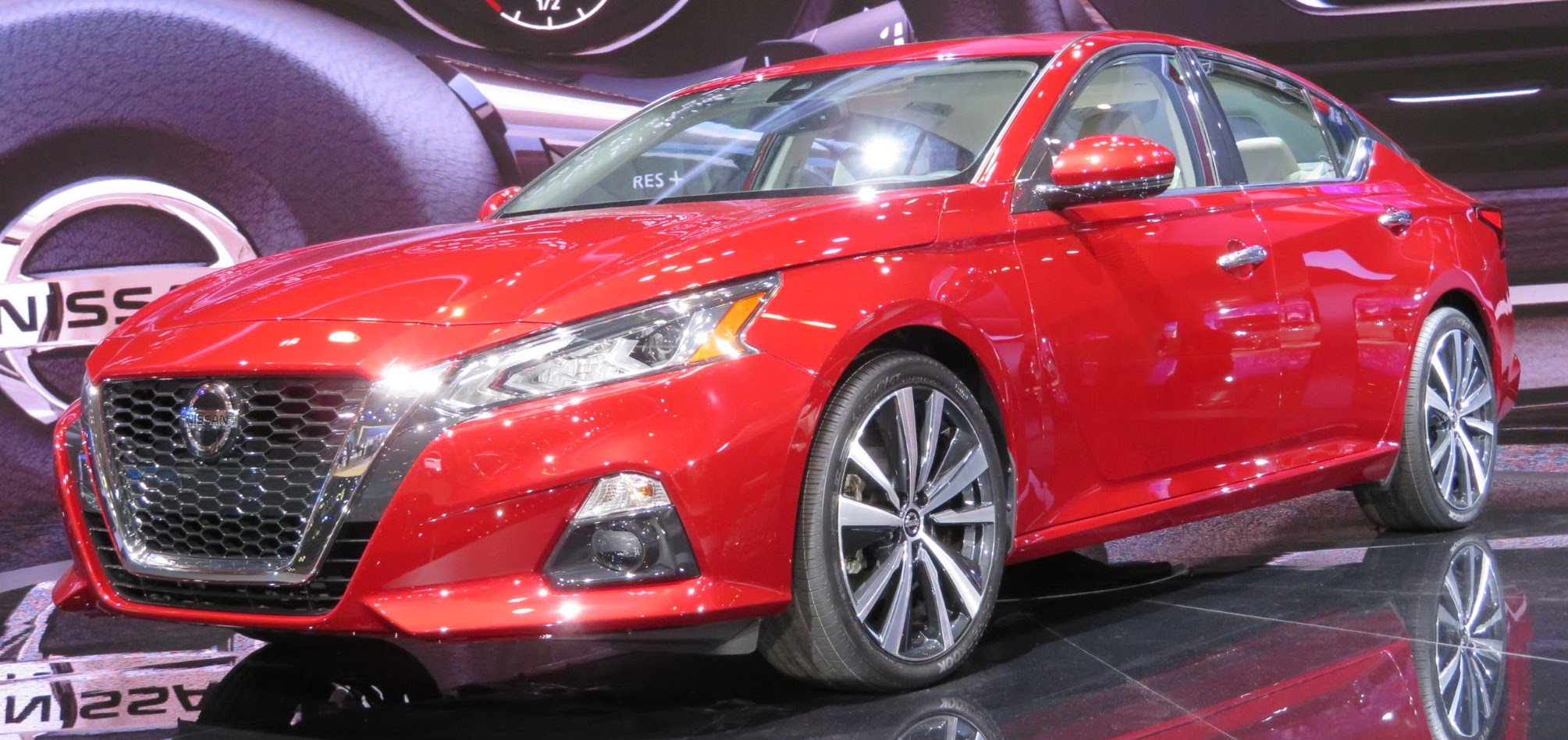
La Nissan Altima
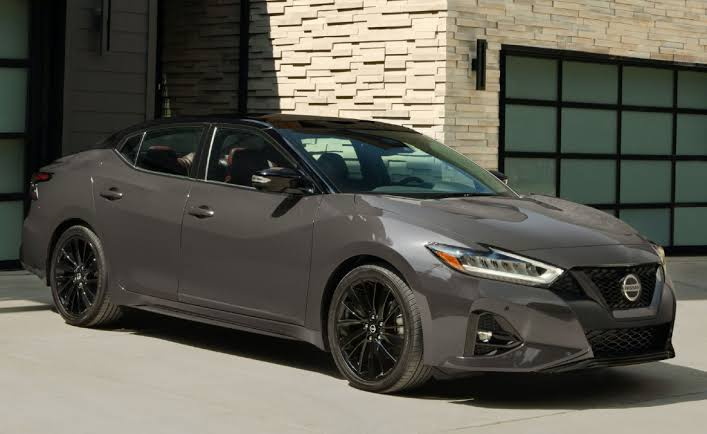
La Nissan Maxima
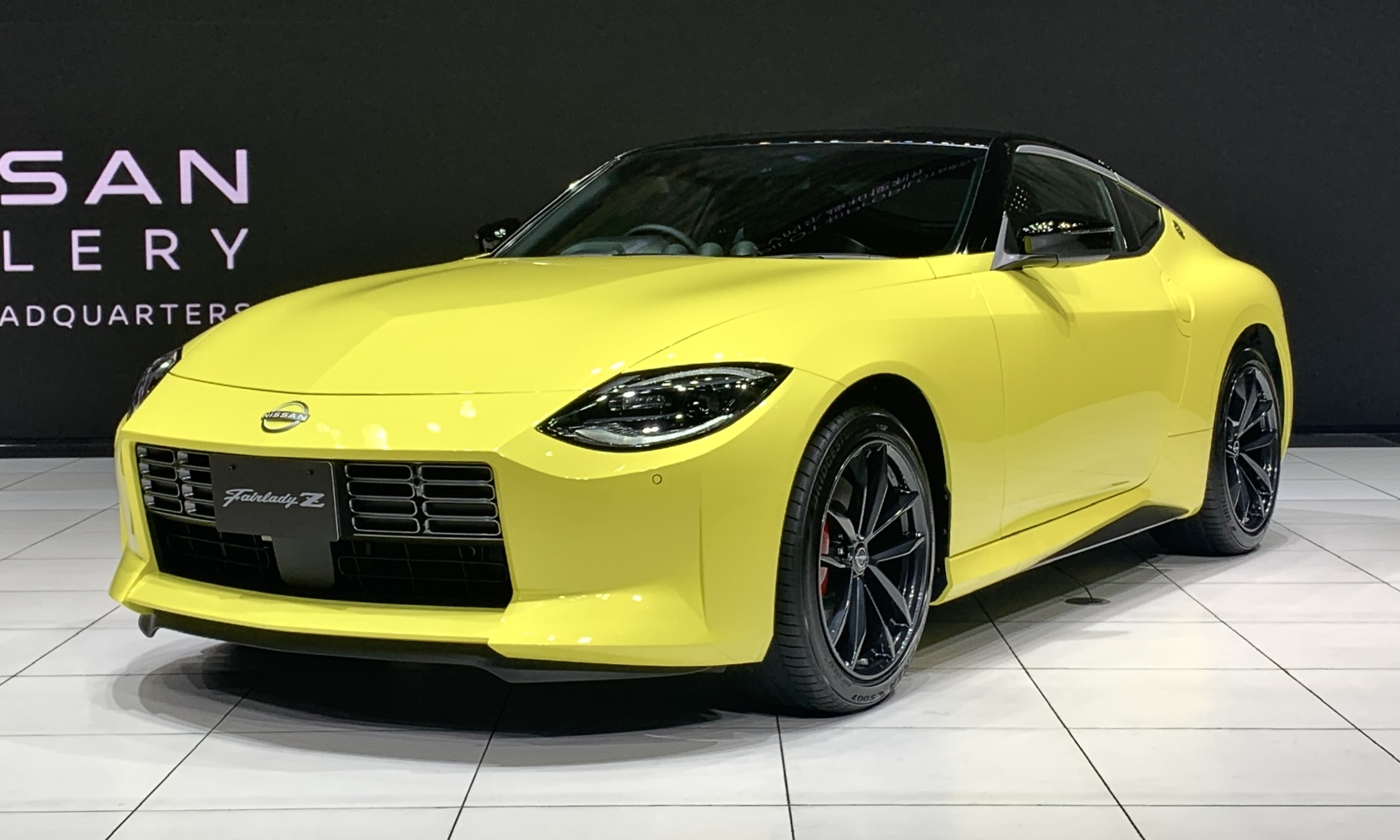
La Nissan Z
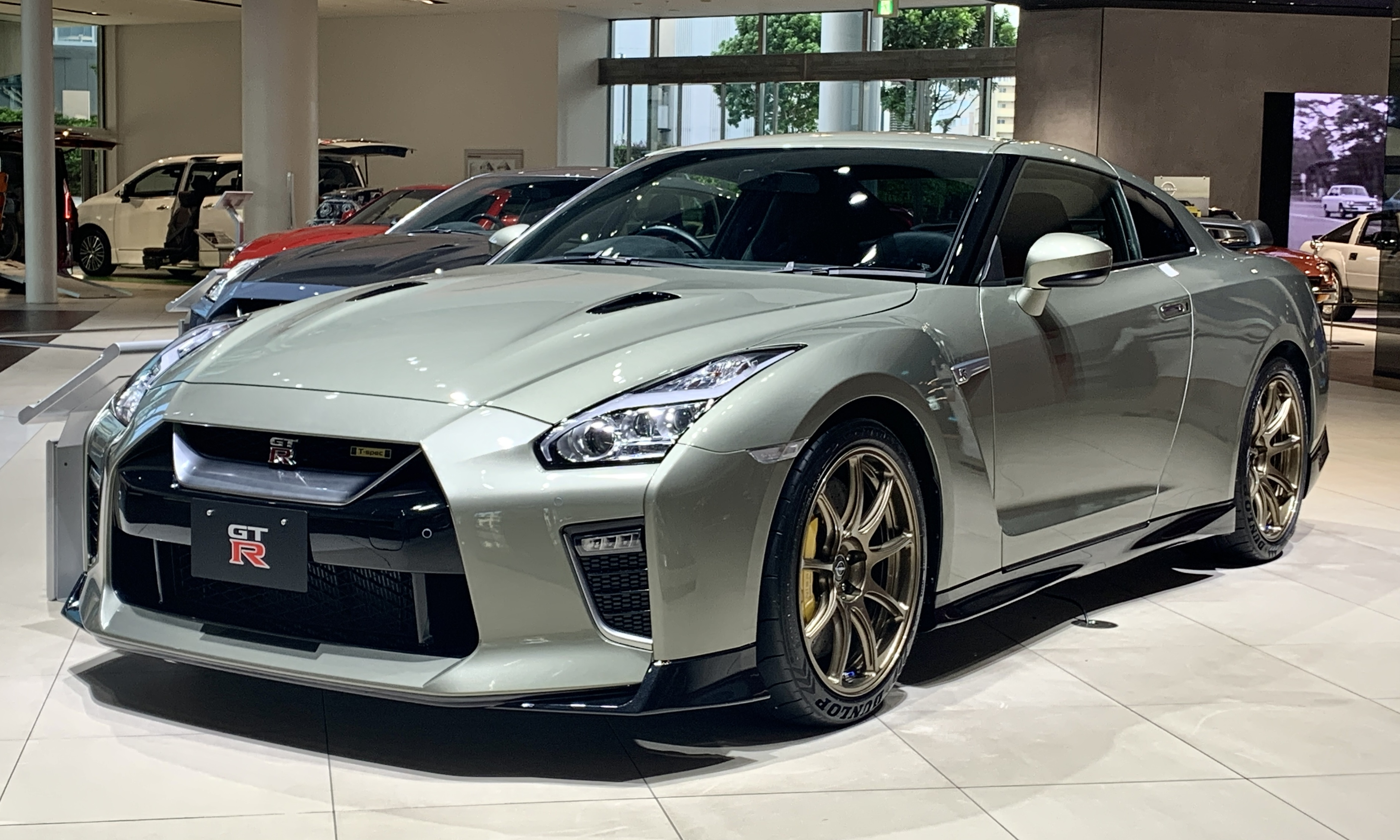
La Nissan GT-R
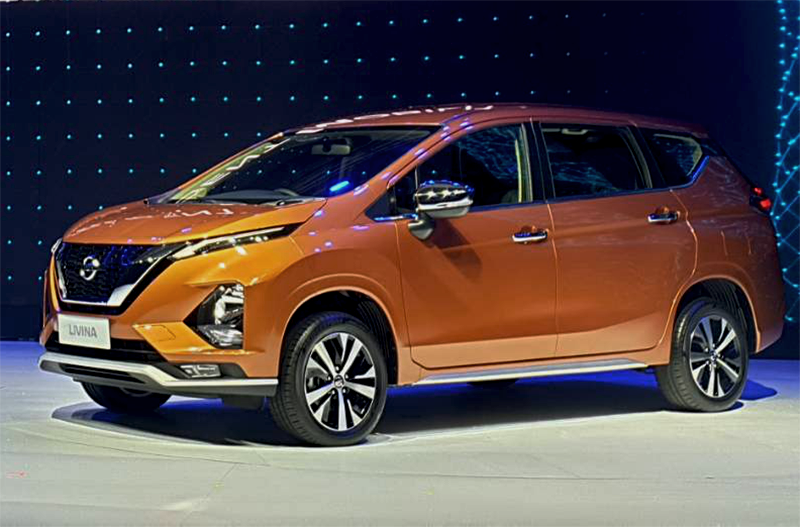
La Nissan Livina
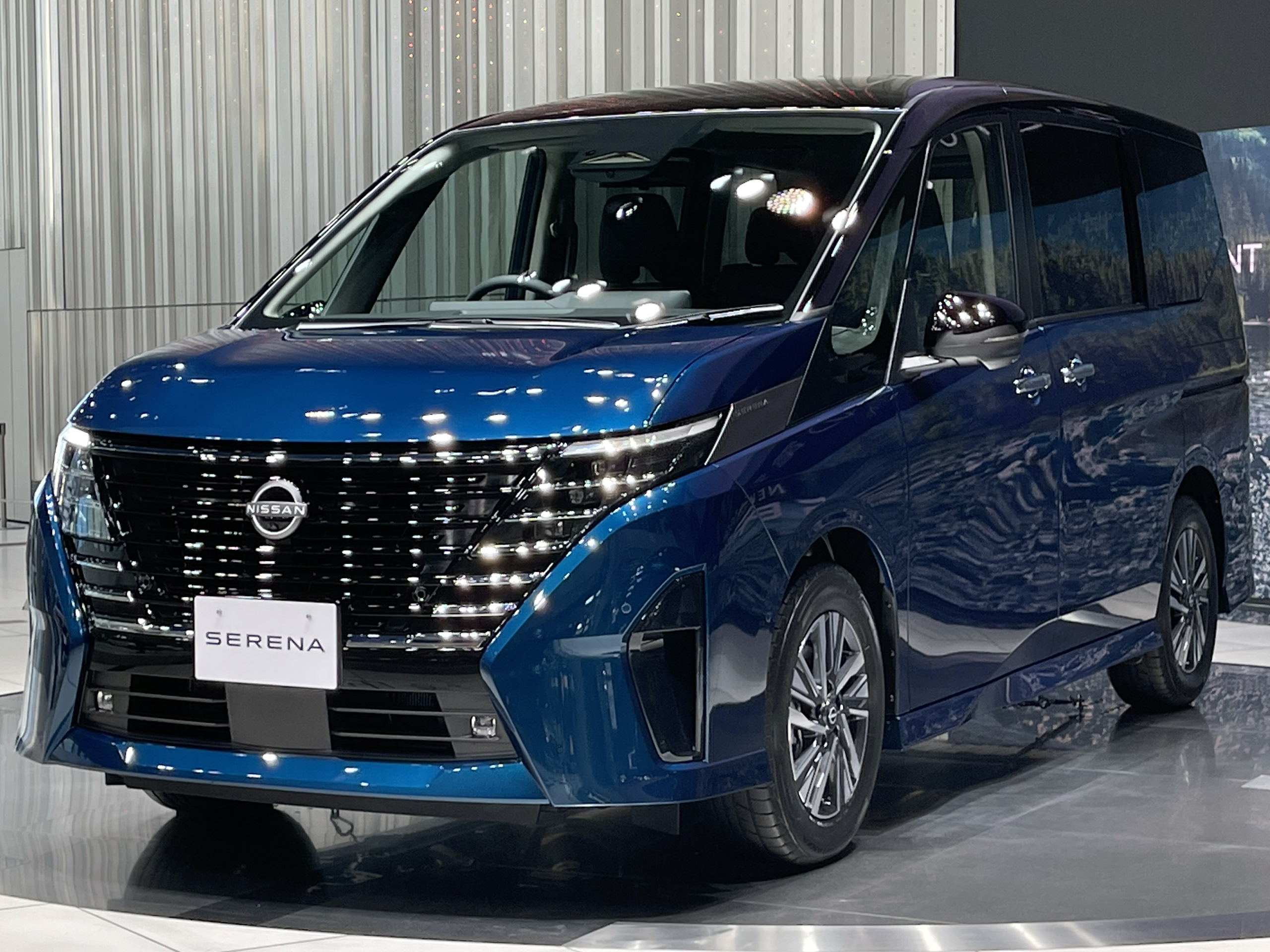
La Nissan Serena
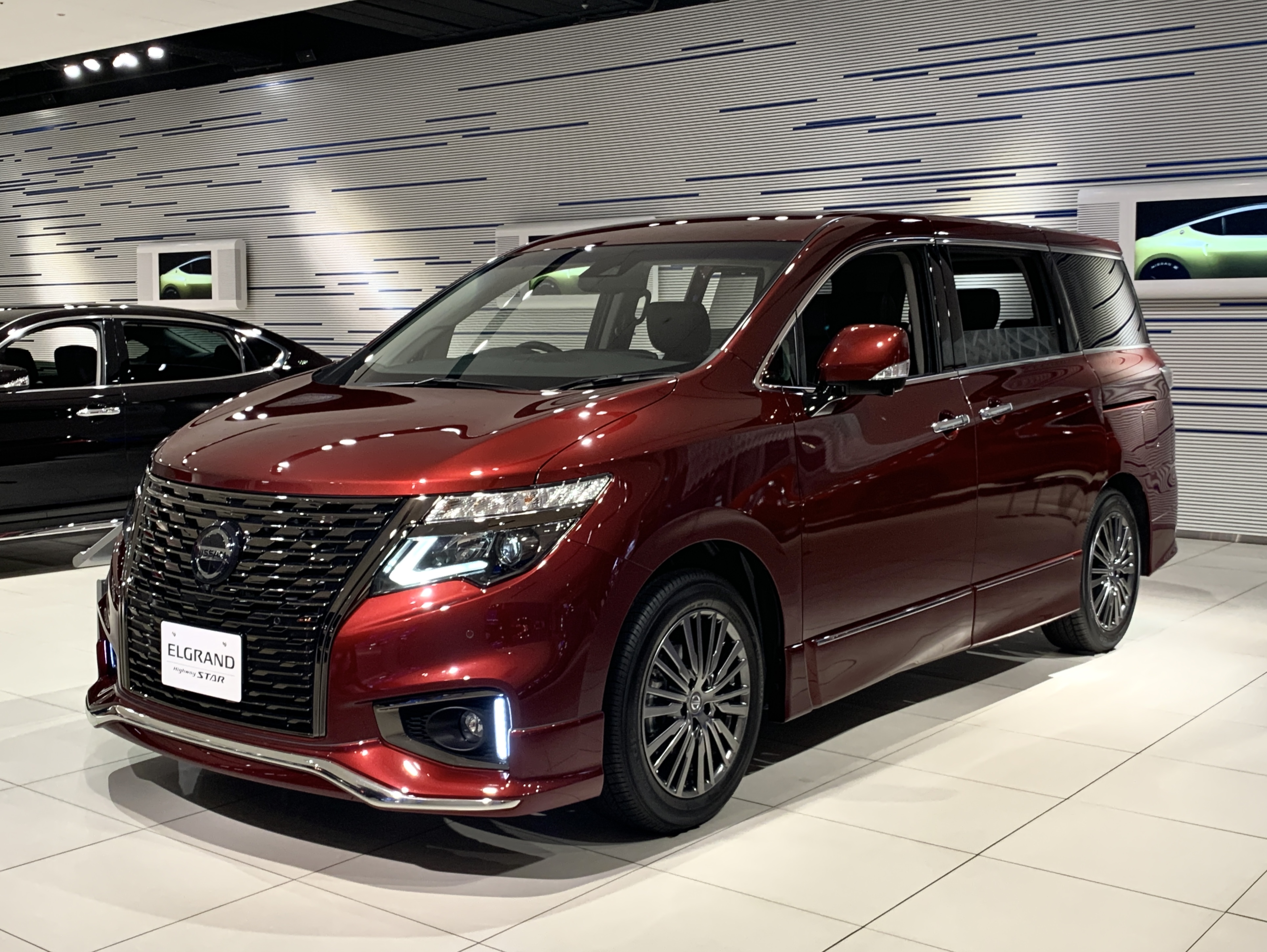
La Nissan Elgrand
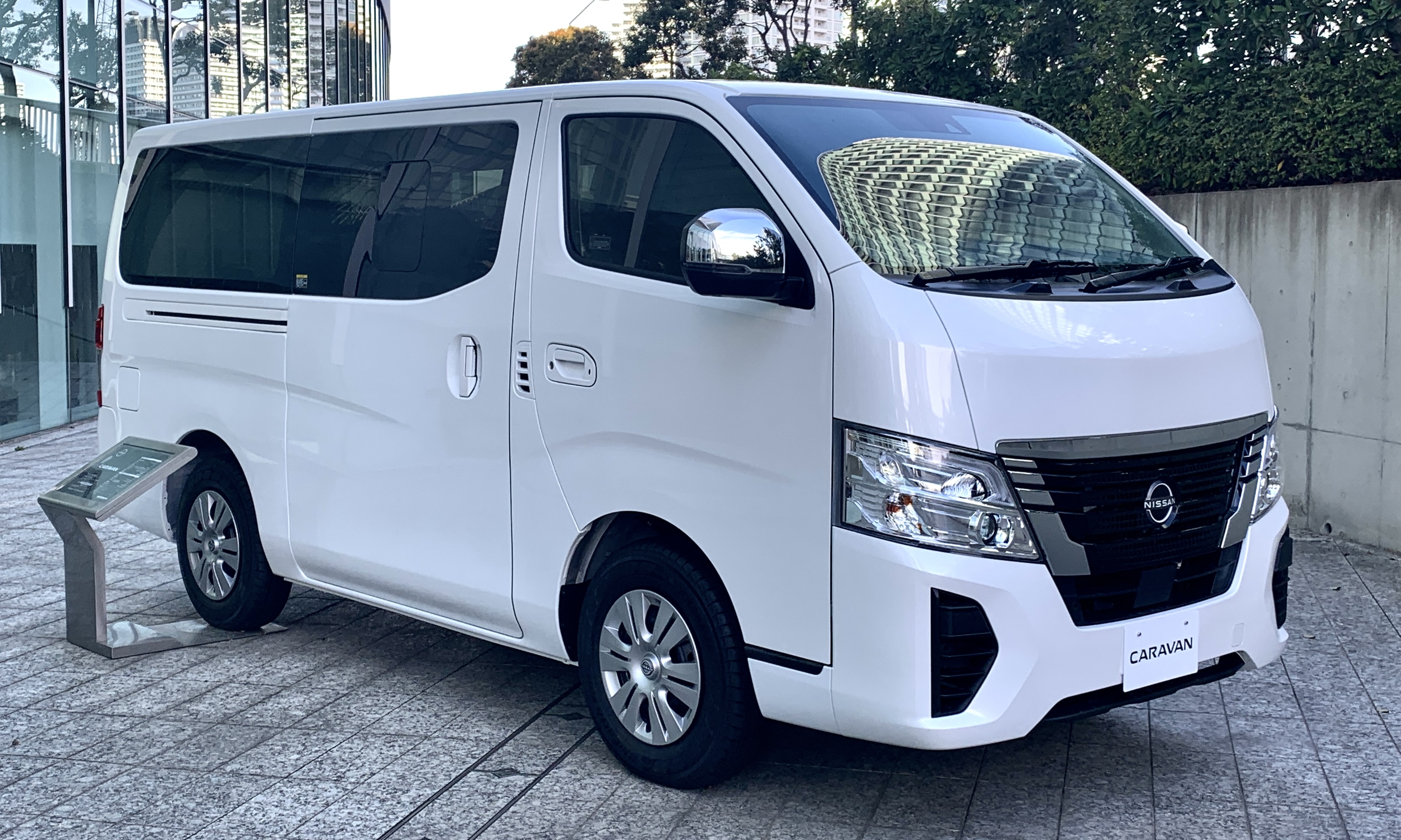
Le Nissan Caravan
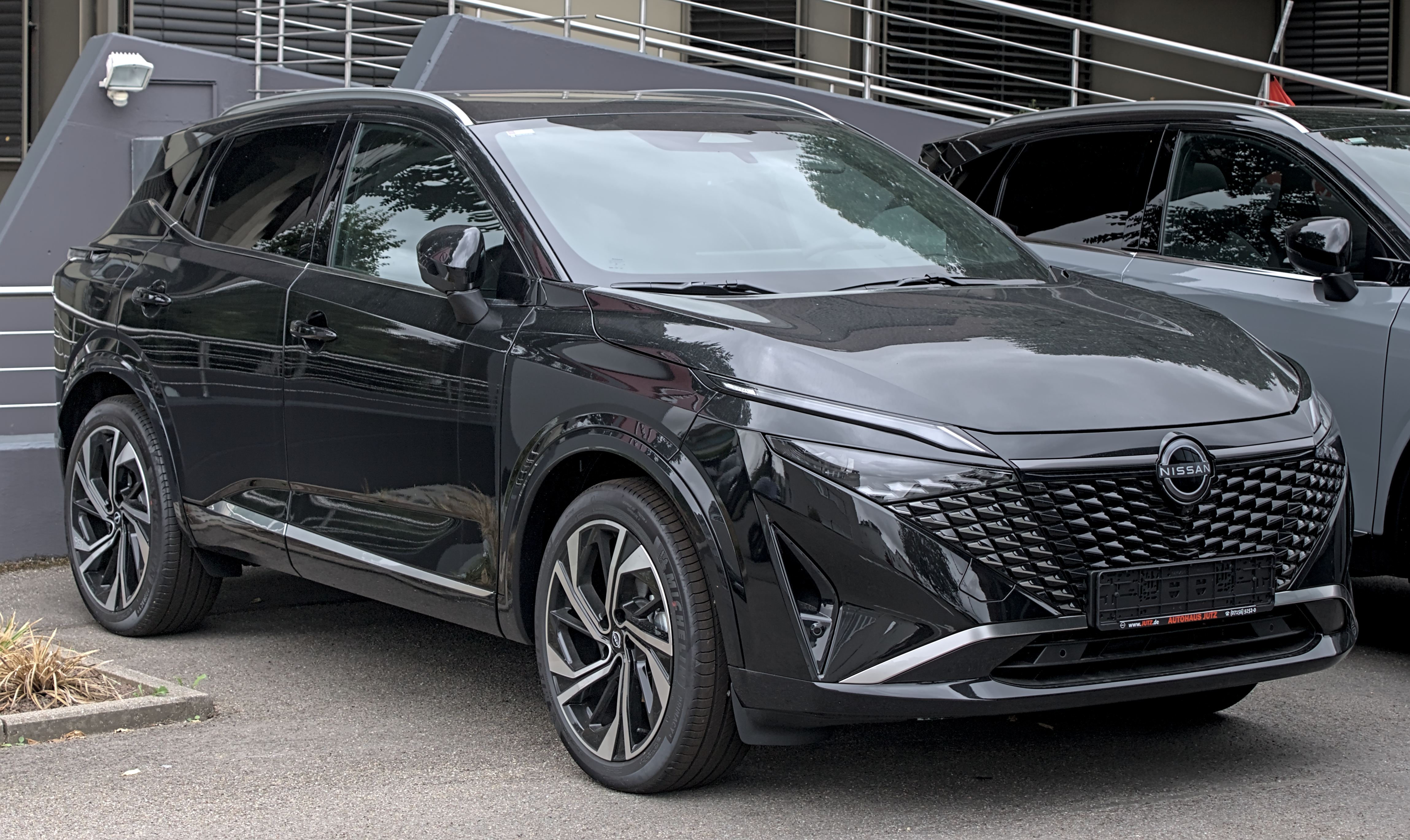
Le Qashqai.
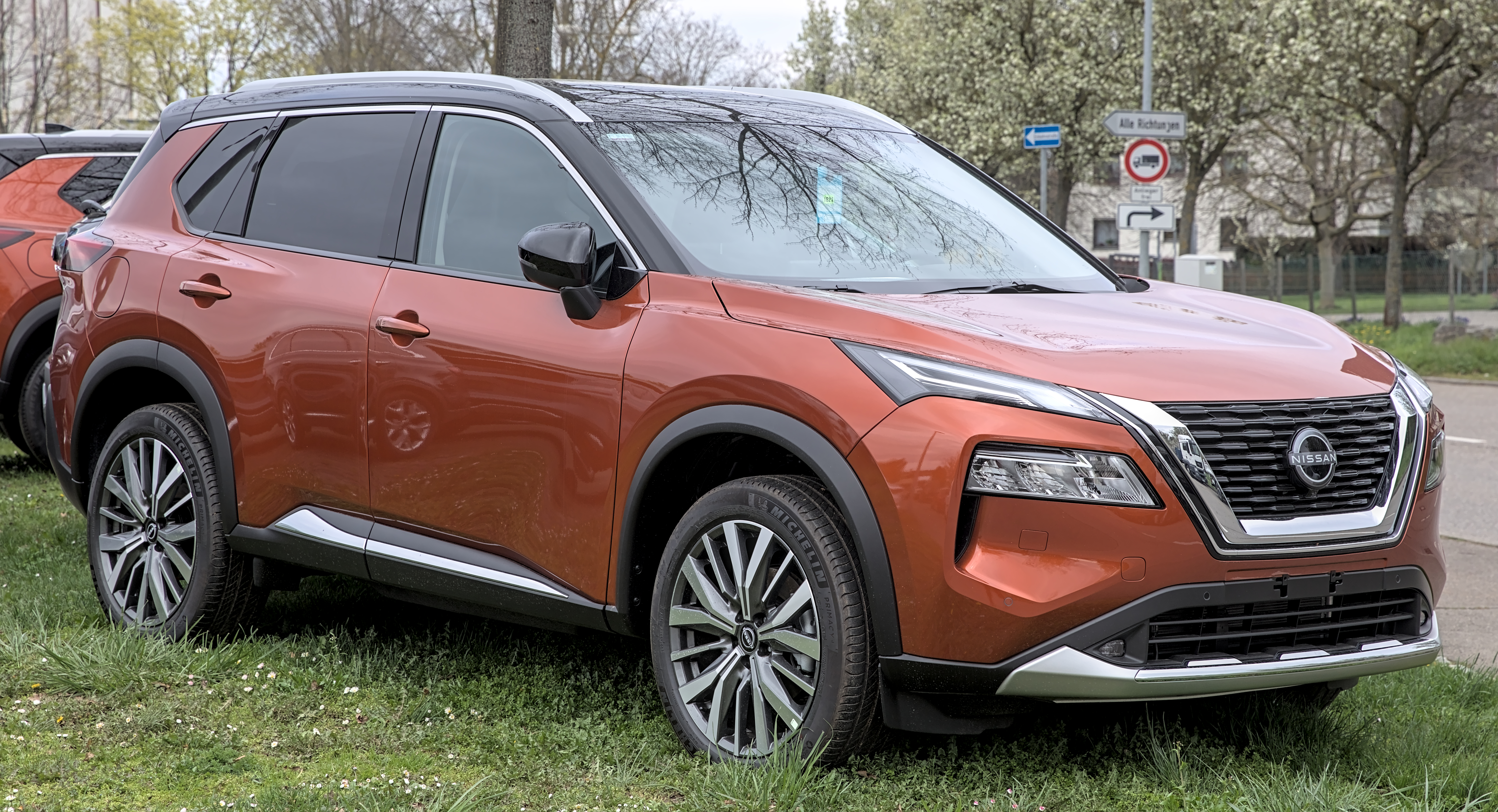
Le Nissan X-Trail
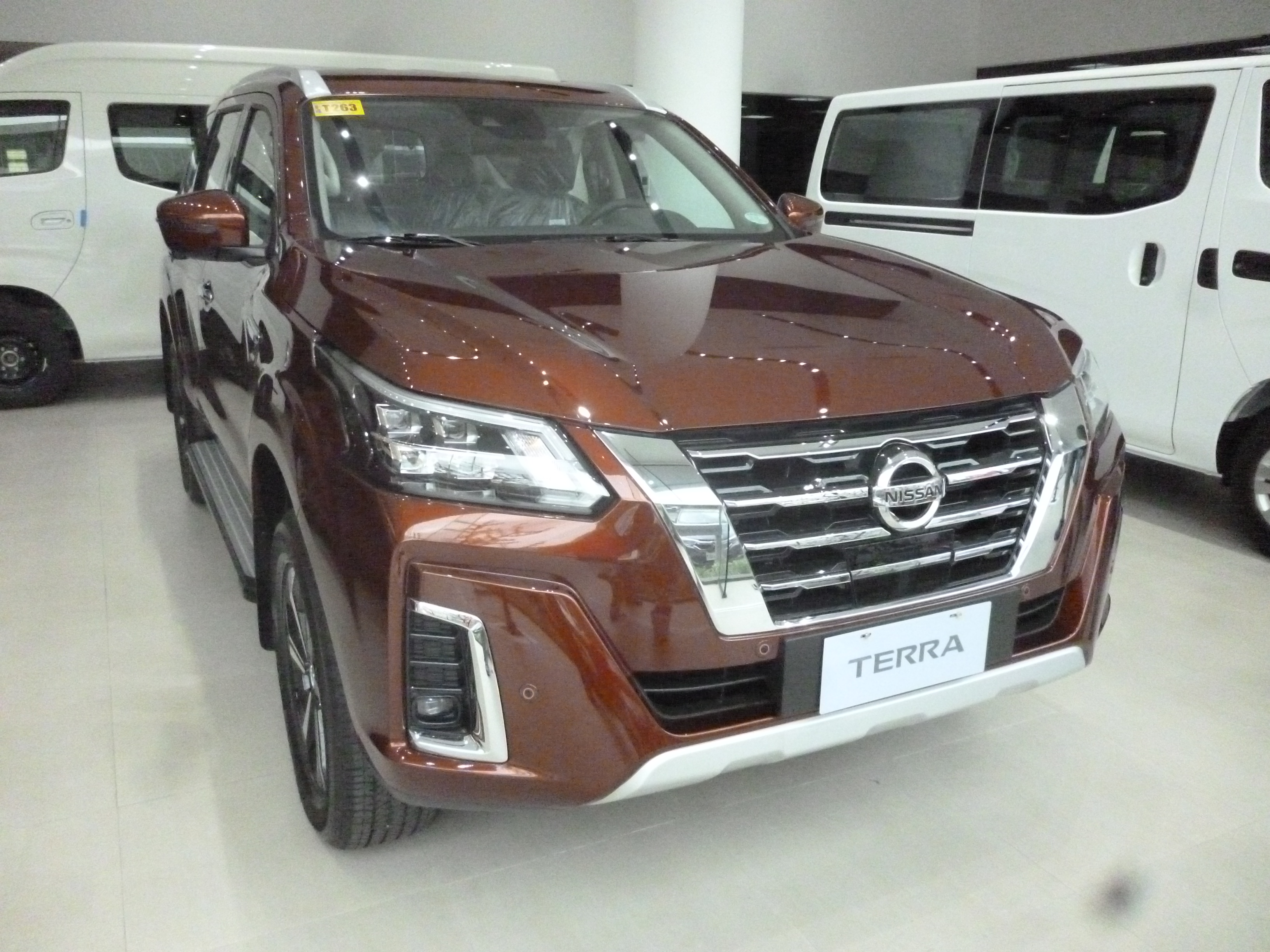
Le Nissan Terra

### Anciens modèles

#### Petits modèles (citadines/keijidosha)
- Nissan Pino (2007-2009), jumelle de la Suzuki Alto VI.
- Nissan Pixo (2008 - 2014), jumelle de la Suzuki Alto VII produite en Inde chez Maruti.
- Nissan Moco (2001-2016), jumelle de la Suzuki MR Wagon
- Nissan BE-1 (1987-1988)
- Nissan Figaro (1991-1992)
- Nissan Cube (1998-2020)

#### Berlines
- Nissan Cherry (1977-1983)
- Nissan Pulsar (1978-2006 puis 2013-2018) (de 2015 à 2018 en Russie sous le nom Tiida)
- Nissan Platina (2002-2010), citadine tricorps (Renault Symbol I rebadgée) vendue au Mexique
- Nissan Aprio (2007-2010), citadine tricorps (Dacia Logan I rebadgée) vendue au Mexique
- Nissan Tiida (2004-2015), berline moyenne vendue dans une grande partie de l'Asie, mais aussi aux États-Unis (sous le nom de Versa) et renouvelée en mai 2011, dans un premier temps pour le marché chinois.
- Nissan Sunny (1966-2006 puis depuis 2011), berline compacte à 2 ou 3 volumes
- Nissan Violet (197?-1981), berline moyenne
- Nissan Stanza (1981-1992), berline moyenne
- Nissan Sentra berline moyenne
- Nissan Almera (1996-2001)
- Nissan Almera II (2000-2007), idem Bluebird Sylphy
- Nissan Bluebird (1959-1990)
- Nissan Bluebird Sylphy (2005 - 2012), berline moyenne (4,61 m), renouvelée en décembre 2005 et remplacée fin 2012 au Japon.
- Nissan Primera (1990-2008)
- Nissan Cedric (..1983..)
- Nissan Gloria
- Nissan Maxima IV (1994-2000)
- Nissan Cima
- Nissan Cima (2001-2010), berline de luxe dont la carrière a pris fin en 2010.
- Nissan President, aussi connu comme Infiniti Q45

#### Breaks
- Nissan Rasheen break de loisir
- Nissan Stagea break sportif destiné au marché japonais produit sur deux générations. N'existe plus.
- Nissan Wingroad (1996 - 2018), break élaboré sur la même plate-forme que la Bluebird Sylphy. Dernier renouvellement au Japon fin 2005.

#### Monospaces et assimilés
- Nissan Almera Tino (2000-2006), monospace compact.
- Nissan Prairie I (1983-1990), précurseur des monospaces compacts, disposant de portes arrière coulissantes et qui se dispense de montant central.
- Nissan Prairie II (1990-1994..)
- Nissan R'Nessa
- Nissan Vanette (..1993-2001), utilitaire.
- Nissan Lafesta (2004 - 2018), break de taille moyenne réservé au marché japonais. Renouvelé en 2011. Il s'agit désormais d'un Mazda Premacy rebadgé.

#### Coupé, cabriolets et roadsters
- Nissan 100 NX (..1992-1993..), petit coupé sur une base de Sunny
- Nissan SilEighty
- Nissan Silvia S13, S14 et S15 des voitures sportives des années 1990.
- Nissan 180 200 240SX (..1989-1995..), coupé à propulsion, aussi connue sous le nom de Nissan Silvia.
- Nissan 300ZX (..1993-1994..), coupé GT.
- Nissan 350Z (2003-2009), coupé ou roadster, cousin de la Skyline (V35) D'abord disponible avec un V6 3.5 essence de 280 ch, puis 300 ch puis, depuis 2007, 313 ch.
- Nissan Skyline R34 (2002)
  - Nissan Skyline R33 (1996)
    - Nissan Skyline R32 (1992)
      - Nissan Skyline GT-R (1999)
- Nissan 370Z (2009-2020)
- Nissan GT-R R35 (2007)

#### 4 × 4, pick-up et SUV
- Nissan D21 (1986-1998), pick-up
- Nissan Terrano II (1993-2006), 4 × 4.
- Nissan Armada
- Nissan Skyline Crossover (2009-2016). Appellation au Japon de l'Infiniti EX.
- Nissan Patrol
- Nissan 1400 bakkie Pick-up commercialisé en Afrique du Sud.
- Nissan Pick-up (1994-2003) véritable tout-terrain pick-up
- Nissan Kix (2008-2012) 4×4 réservé au marché japonais dérivé du Mitsubishi Pajero Mini.

#### Utilitaires
- Nissan Trade
- Nissan NV250 (2019-2021) Camionette dérivée du Renault Kangoo de deuxième génération.
- Nissan Primastar I Camionnette dérivée du Renault Trafic de deuxième génération.
- Nissan Interstar I (2002-2010) Fourgon dérivé du Renault Master de deuxième génération.
- Nissan NV200 (2009-2021)

## Concept cars
- Nissan Ellure Concept : concept car de berline présenté au salon de Los Angeles 2010 préfigurant la Nissan Altima[27].
- Nissan IDx Nismo, présenté au salon de Tokyo 2013.
- Nissan IDx Freeflow, présenté au salon de Tokyo 2013.
- Nissan BladeGlider, présenté au salon de Tokyo 2013.
- Nissan Sport Sedan concept, présenté au salon de Détroit 2014.
- Nissan Lannia, présenté au salon de Pékin 2014.
- Nissan CONCEPT 2020 Vision Gran Turismo, présenté au festival de vitesse de Goodwood 2014.
- Nissan Sway : concept car de citadine présenté au salon de Genève 2015 qui préfigure la nouvelle identité stylistique des futurs modèles Nissan et la future Micra.
- Nissan IDS, présenté au salon de Tokyo 2015.
- Nissan Gripz, présenté au salon de Francfort 2015.
- Nissan Vmotion 2.0, présenté au salon de Détroit 2017.
- Nissan Xmotion, présenté au salon de Détroit 2018.
- Nissan IMx, présenté au salon de Tokyo 2017.
- Nissan IMQ, présenté au salon de Genève 2019.
- Nissan IMk, présenté au salon de Tokyo 2019.
- Nissan IMs Concept, présenté au salon de Détroit 2019.
- Nissan Magnite, présenté virtuellement le 17 juillet 2020.
- Nissan Z Proto, 2020[28].
- Nissan Hang-Out, 2021[29].
- Nissan Surf-Out, 2021[30].
- Nissan Chill-Out, 2021[29].
- Nissan Max-Out, présenté en virtuel en 2021[29], et en réel au salon de l'automobile de Shanghai 2023.
- Nissan Arizon, présenté au salon de Shanghai 2023[31].
- Nissan Concept 20-23, présenté au salon de Tokyo 2023, célèbre les 20 ans en 2023 du centre de design européen de Nissan[32] et préfigure la prochaine génération de Micra.
- Nissan Hyper Urban, présenté au salon de Tokyo 2023[33]
- Nissan Hyper Adventure, présenté au salon de Tokyo 2023
- Nissan Hyper Tourer, présenté au salon de Tokyo 2023[34]
- Nissan Epoch, présenté au salon de Pékin 2024[35]
- Nissan Epic, présenté au salon de Pékin 2024[35]
- Nissan Era, présenté au salon de Pékin 2024[35]
- Nissan Evo, présenté au salon de Pékin 2024[35]

## Courses automobiles

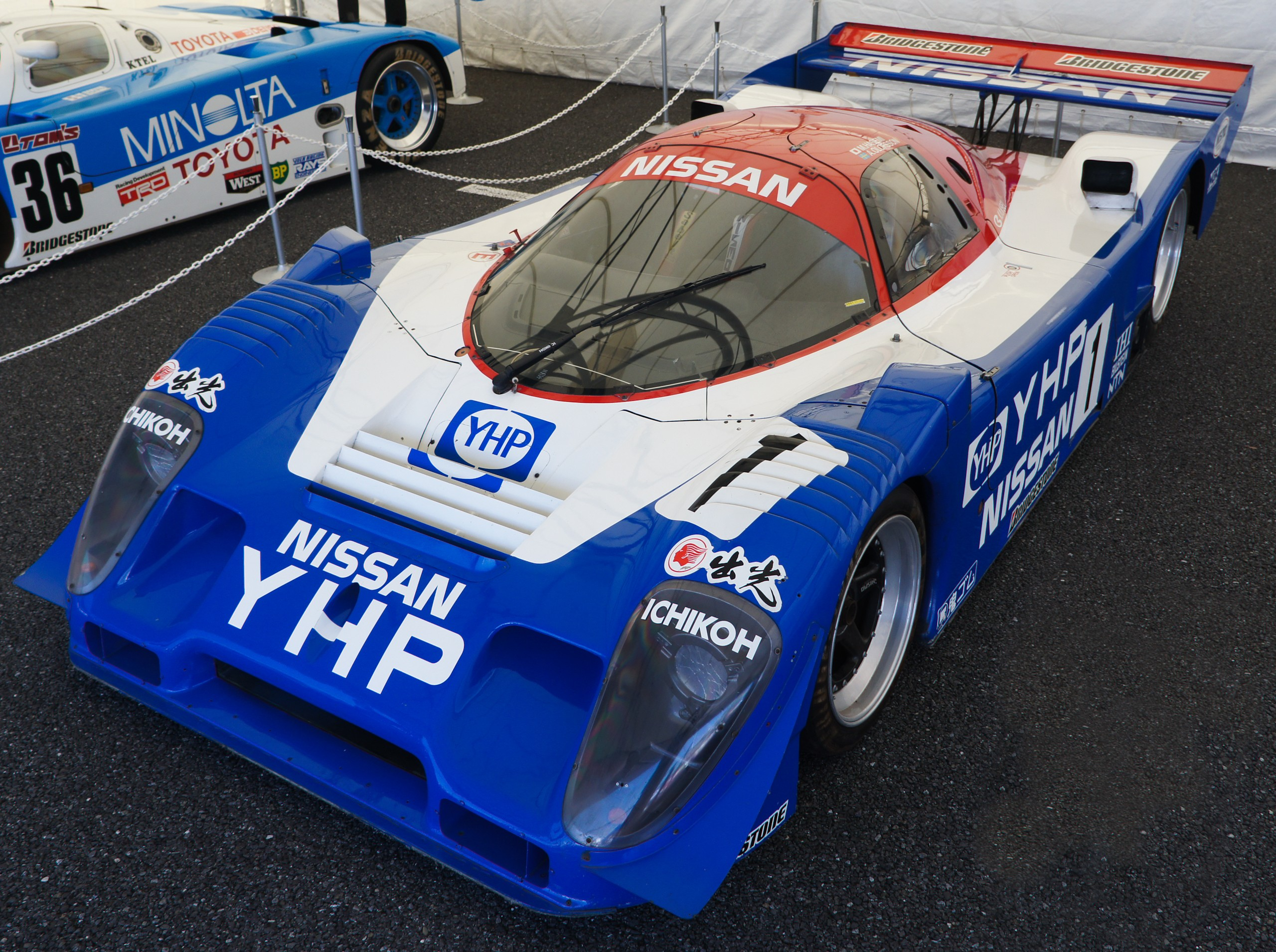
Nissan R90CP.

Nismo (Nissan Motorsport), la branche de sports mécaniques de Nissan, a participé entre 1984 et 1990 au Championnat du monde des voitures de sport ainsi qu'au Championnat du Japon de Sport-Prototypes.
En 2015, Nissan fait son retour au Championnat du monde d'endurance en catégorie LMP1 avec la Nissan GT-R LM Nismo.

## Musées
- Nissan Engine Museum and Guest Hall - Yokohama (Japon)
- Nismo Gallery - Yokohama (Japon)
- Musashimurayama, Tokyo (Assembly lines at the Musashimurayama fermé en 2001) Occupé par Prince Motor Company avant 1966. Maintement c'est un musée appelé Carest Murayama Megamall.